# Гаспарян, Мартик Юрикович
Мартик Юрикович Гаспарян — академик, советский, российский, армянский экономист, культуролог, источниковед, квалиметролог, историк, политолог, независимый оценщик, аудитор, судебный финансово-экономический, строительный технический, стоимостной эксперт, доктор экономических наук, профессор, Номинант Нобелевской премии 2020 и 2021 гг. по экономике и премии мира, член Бюро Научного Совета РАН по комплексным проблемам евразийской экономической интеграции, модернизации, конкурентоспособности и устойчивому развитию под председательством академика РАН Глазьева Сергея Юрьевича, действительный член Российской академии естественных наук (РАЕН), член Президиума Российской академии естественных наук (РАЕН), инициатор и координатор АРМАЕН (Армянского научного центра РАЕН), председатель Отделения Эконометрики и Квалиметрии Всемирного культурного наследия РАЕН, действительный член Международной Академии духовного единства и сотрудничества народов мира (МАДЕНМ), вице-президент МАДЕНМ, почётный член Российской академии художеств (РАХ), член Экспертно-нормативного центра РАХ, член Евразийского научного экспертного Совета по науке и высоким технологиям, член международного редакционного журнала «Аудит» (входит в перечень ВАК России), председатель Общественного совета «Евразийский дом», председатель дискуссионного клуба «Евразийская континентальная альтернатива», член Экспертного Совета Контрольно-счётной палаты Москвы (Советник Председателя Контрольно-счётной палаты Москвы), член Ялтинского цивилизационного клуба «Автономная некоммерческая организация „Международный институт Сорокина и Николая Кондратьева“ (АНО МИСК)», главный эксперт Национальной Ассоциации участников рынка коммерческой недвижимости, старший партнёр негосударственной судебно-экспертной организации «Бюджет Аудит аутсорсинг Оценка», Председатель Специальной Комиссии Национального Собрания (Парламента) Западной Армении по вопросам реституций и репараций вследствие Геноцида армян, Руководитель Международного независимого Экспертно-правового Центра учёта, анализа, инвентаризации, аудита, квалиметрической оценки и судебной экспертизы материальных и нематериальных потерь вследствие Геноцида армян для репараций и реституций, Приглашенный профессор Университета Сорбонна, Болонского и Колумбийского Университетов и Университета Св. Венедикта (Ватикан), член Союза писателей Армении, Действительный член канадской̆ академии «International Informatization Academy», Почетный член Армянского культурно-просветительского общества «Арарат», Член редакционной коллегии научного издания Национальной академии наук Армении «Армянский экономический журнал» (Հայկական տնտեսագիտական հանդես, Armenian Economic Journal), член Научно-редакционного совета журнала «Партнерство цивилизации», который издается Международным институтом Питирима Сорокина-Николая Кондратьева (МИСК), Институтом экономических стратегий (ИНЭКС), при участии факультета глобальных процессов МГУ им. М. В. Ломоносова, Центра партнёрства цивилизаций МГИМО (У), Института Европы РАН, Института Дальнего Востока РАН, при содействии МИД России с 2012 года и Федерального агентства по делам Содружеств Независимых Государств (СНГ), соотечественников, проживающих за рубежом, и по международному гуманитарному сотрудничеству, при информационной поддержке Организации по поддержке глобальной цивилизации (КНР), Ливано-Российского дома, на русском и английском языках.
Участвует в программе профессиональной подготовки «Судебно-оценочная экспертиза» Союза «Финансово-экономических судебных экспертов» и Института повышения квалификации Московской государственной юридической академии имени О. Е. Кутафина и Университета правосудия при Верховном суде РФ.
Теоретические и методологические основы экономической оценки историко-культурного наследия (памятников истории, архитектуры и археологии) народов мира, ущерба и утрат наследия, примеры подходов и методик экономической оценки объектов культурного наследия и христианских ценностей, изложенные в трудах М. Ю. Гаспаряна, явились открытием в оценочной теории и стали основой учебного процесса сертификационного цикла по подготовке оценщиков-экспертов экономической оценки культурного наследия в России.
Является также автором «Методологии обязательного и инициативного аудита и финансово-экономической (в том числе бухгалтерской) судебной экспертизы», инвестиционных атласов регионов РФ и других стран.
На исследования М. Ю. Гаспаряна как первоисточник более ста раз ссылаются свободная общедоступная многоязычная универсальная энциклопедия Википедия (Wikipedia) и Большая советская энциклопедия (БСЭ)[значимость факта?].

## Становление

### Происхождение
Многим европейцам и россиянам звучание современных армянских мужских имён и, следовательно, фамилий кажется весьма необычным — это обстоятельство напрямую связано с языковыми, этническим и культурными различиями. Армянам удалось сохранить многие из своих первобытных традиций, в том числе и те из них, которые касаются имен. В связи с этим, среди самых красивых армянских имён встречается не так много позаимствованных из других языков.
Корни Гаспарянов исходят из известного рода «Тутун» в Горисе. Ветки этого рода — семьи Амаряны, Задаяны (Брун, Веришен), Хуршудяны, Мирумяны.
Прадед по отцовской линии, Хачатур, имел оптовый магазин сухофруктов в центре города на месте библиотеки и конторы службы газа, возле знаменитой аптеки Энзела дома Адамянов (здание музыкальной школы им. А.Сатяна, райсовета, уездного совета, Правительства Горной Армении). Со своим братом Овсепом Хачатур во второй половине XIX века построил два двухэтажных дома в городской части Гориса в течение одного года. При аннексии большевиками Сюника оптово-розничную торговлю Хачатура экспроприировали и национализировали, на следующий день после чего прадеда не стало.
Прабабка по отцовской линии, Балаханум, из семьи Минасян (корни из Бруна), попала под репрессии, но, к счастью, не была сослана в Сибирь.
Дед по отцовской линии, Гаспарян Аршак Хачатурович, воевал в Таманской дивизии, погиб при взятии Керчи. До сих пор члены семи ищут могилу от Туапсе до Керчи.
Брат Аршака, интеллигентный и образованный Гаспар попал под репрессии как «враг народа». Его с семьёй решением тройки сослали в Сибирь. По словам ровесников, эрудированность и кругозор мышления Гаспара были выше, чем у сверстников, которые в дальнейшем заняли особые позиции в сфере образования, науки и культуры, в том числе председатель Президиума Верховного Совета Армянской ССР, заместитель председателя Президиума Верховного Совета СССР (1954—1963) Шмавон Минасович Арушанян. После развала страны советов Гаспар был оправдан и восстановлен.
Бабушка по отцовской линии, Лусик, из семьи Бахдасарян, была хорошо образована, изумительно вышивала, имела хороший почерк. По описанию известного армянского писателя Аксела Бакунца, отец бабушки Мангасар в пассаже города имел магазин тканей и ателье. Мать бабушки Манушак была из семьи Торозян (вторая по богатству семья горного края после семьи «лыхари Николая»). Братья и дяди прабабушки были чиновниками и военными в канцелярии уездного пристава, Правительстве Нжде. Все были расстреляны, кроме брата бабушки, Ашота, который был сослан в Сибирь. Венчание бабушки было особым событием в городе: по дороге от дома невесты до дома жениха горожане накрывали праздничные столы у каждого дома. Это служило основанием того, чтобы инициировать включения такого фрагмента в программы уже ставших традиционными мероприятий «Поют и танцуют Гориссцы» и «Бакунцские дни». Бабушка сильно повлияла на маленького Мартика: часто рассказывала о полководце византийце Андраника и Гарегине Нжде, о беженцах вследствие Геноцида Армян в Горисе, что отразилось в дальнейших взглядах Мартика Гаспаряна.
Отец — Гаспарян Юрий (Ромик) Аршакович (1935—1994 гг.) служил в ограниченной группе советских войск в ГДР, по обращению сослуживцев был досрочно освобождён со службы Приказом Г. К. Жукова для помощи своей многодетной семье, оставшейся без кормильца, погибшего на фронте красноармейца. С одним из сослуживцем, сыном орденоносца Андраника, Айказом сложились особые отношения. В юношестве Мартик Юрикович часто общался с матерью Айказа, Кристиной, которая была с семьёй депортирована во время Геноцида армян, об эпизодах депортации и геноцида.
Мать — Саргян (Арутюнян) Духик Абеловна, родом из существующей ещё с IV—III вв. до н. э. и не менявшей своё название, имеющий богатое историческое прошлое, знаменитой деревни-крепости Шинуайр («Отец поселений» Малого Абанда) Горисского района, откуда родом многие известные общественно-политические, военные, научные, дипломатические деятели и представители интеллигенции: Давид-бек (сын танутера Алихана), С. А. Товмасян, Г. Р. Симонян, Х. А. Барсегян, Л. А. Хуршудян. Мать училась в созданной ещё 1454 году патриотом Тер-Гукасом сельской школе и окончила Горисский сельскохозяйственный техникум.
Дед по материнской линии «Уликин» Абель Арутюнович Саркисян из рода Эвунц был строгим и мудрым финработником подрайона, всегда в чистой и опрятной одежде.
Бабушка по материнской линии Шушаник была доброй и милосердной женщиной из семьи священника Тер-Григора рода Хрджанц.
Для семьи матери была большой трагедией гибель на фронте при взятии Кёнигсберга брата Драстамата и преждевременная смерть младшего брата Миши.

### Детство
Родился в Горисе в Армянской ССР, который получил статус города в 1870 г. Горис со своей городской жизнью, бытом и менталитетом долгое время был наравне с городами Шуша, Гюмри, Баязнет, Тифлис и Баку.
Горис — это Большой Абанд Сюникской области Великой Армении. А Абанд — это Эфета (по имени европеоидного сына Ноя).
Многие знаменитости родом из Абанда: писатели Аксел Бакунц, Серо Хандзатян, Сурен Айвазян, Гарегин Севунц, Гусан Ашот, композиторы Орбеляны, Сатяны, герои Советского Союза и Социалистического Труда, художник Гурос, первый лётчик-испытатель сверхзвукового самолёта Ту 144 Эдуард Елян, генералы Амо Елян, Мушег Минасян и Сергей Карапетян, певица Татевик Сазандарян, доктора и профессора различных наук. В крае захоронены историк Мовсес Хоренаци, философ Григор Татеваци, полководец Мхитар Спарапет, захоронения которых стали местами паломничества. Отсюда родом несколько командиров партизанских движений С. А. Ковпака на Украине и В. З. Коржа в Беларуси, представители движения сопротивления во Франции под руководством Мисака Манушяна.
Сюникские наскальные рисунки считаются одной из древнейших мировых находок и напоминают по содержанию и сюжету петроглифы в равнине Нила. Стоит при этом отметить, что большинство представителей животного и растительного мира, изображённых на Египетских наскальных рисунках, найти в Северной Африке невозможно, они считаются обитателями только Армянского нагорья. На Сюникских петроглифах отмечены первые человеческие рисунки паруса, лодки дальнего плавания, инженерные проекты домов и церковно-обрядных сооружений, рисунки арарича, ангыха. Похожие статуи были недавно обнаружены археологами в ходе раскопок в Портасаре Западной Армении.
М. Ю. Гаспарян учился в Горисской средней школе № 2. Школьными преподавателями были такие заслуженные учителя, как Аршалуйс Петросян, Рафик Арсенович и Арташес Атаевич, Комрик Бабаян, Арменуи Якубян, Тамила Мусаелян, Лора Хуршудян.
Во время учёбы активно участвовал в общественной жизни школы и города.
Так, в честь 35-летия Победы советского народа в Великой Отечественной войне инициировал и организовал акцию сбора максимально полных сведений через сверстников со всех школ о боевых и небоевых потерях во время войны из родного края, а также создал базу данных ветеранов Великой Отечественной войны из города Гориса и всех сёл Горисского района с краткими биографическими справки и фотопортретами. За кропотливый и нелёгкий труд по созданию базу данных ветеранов Великой Отечественной войны и распространение опыта работы передачи памяти о войне потомкам дважды был награждён путёвкой в Международный детский лагерь «Артек» в год 50-летия детского лагеря, где на торжественном слёте выступил Леонид Брежнев.
После посещения диорамы «Штурм Сапун — горы» и панорамы «Оборона Севастополя 1854—1855 годов» Мартик Гаспарян инициировал организацию по открытию «Музея Славы» в дворце школьников имени Амо Еляна.
В детстве М. Ю. Гаспарян с бабушкой часто бывал у ремесленников знаменитой семьи Самсона Чахаряна в «шене» (Горис гюх). Поэтому для Мартика Юриковича особое место в биографии играет поддержка гончарного ремесла родного края. Заручившись поддержкой городской власти, по инициативе Гаспаряна были организованы внешкольный кружок «Юный гончар», местный фестиваль юных ремесленников во дворце школьников, работы которого были представлены на ВДНХ СССР.
Во время учёбы в школе М. Ю. Гаспарян участвовал и организовывал турпоходы по историческим и археологическим местам края. После победы на республиканском слёте юных туристов в Цахкадзоре, где юноша увидел впервые в жизни канатную дорогу, особой мечтой стало строительство канатной дороги в Воротанское ущелье, которая была реализована швейцарской фирмой «Гаравента» в 2010 году.
Занятие юным туризмом, ознакомление с культурным наследием края и пребывание в «Артеке» вдохновило юношу инициировать в 1970-е годы Фестиваль «Дружба народов», который поддержали руководители дворца школьников и молодёжные лидеры региона. Со всех союзных республик в родной город прибыли детские творческие коллективы танца и пляски, которые жили в семьях местных школьников, познакомились с местными достопримечательностями.
При строительстве новых корпусов местного завода «Микродвигатель» на месте футбольного поля, подросток Мартик Гаспарян инициировал со школьниками строительство нового футбольного поля. Инициативу поддержали представители завода, и движение общественного строительства нового футбольного поля распространилось по трудовым и учебным коллективам. В кратчайший промежуток времени поле с элементарным сервисом было готово. Весть об этом пролетела практически все союзные и республиканские детские и юношеские газеты.

### Образование
1978—1982
Институт народного хозяйства
Бухгалтерский учёт
Финансово — учётный факультет
1979—1982
Институт народного хозяйства
Право
ФОП
1985—1987
Научно-исследовательский институт экономики и планирования при Госплане
Планирование народного хозяйства
Аспирантура
1989—1991
Высшая партийная школа при ЦК КПСС, Одесский государственный университет
Теория социально — политических отношении
Институт политологии и социального управления
2002
Институт современного образования
Аттестат профессионального бухгалтера
2003
Государственный университет Высшая школа экономики — ГУ-ВШЭ
Аттестат по общему аудиту
2004
Московский международный университет эконометрики, информатики, финансов и права
«Оценка стоимости предприятия (бизнеса)»
2006
Академия профессиональной переподготовки и повышения квалификации руководящих работников и специалистов инвестиционной сферы («ГОУДПОГАСИС»)
Аттестат профессионального бухгалтера, бухгалтера — эксперта (консультанта) по МСФО
2008
Института оценки США, Чикаго
Международные сертификаты «Основные принципы оценки»; «Основные методы оценки»; «Стандарты оценки США (USPAP)»
2012
ФГБОУВПО «Российская академия правосудия» при Верховном Суде РФ и Арбитражном суде РФ
Финансово-экономическая судебная экспертиза
2013—2014
ФГБОУВПО «Волгоградский государственный технический университет» (ФГБОУВПО ВГТУ)
Квалификационный аттестат эксперта
2015
ФГБОУВПО "Московский государственный юридический университета имени О. Е. Кутафина (МГЮА)
Судебная финансово-экономическая экспертиза
2015—2016
ФГБОУВПО «Московский государственный строительный университет» МИСИ
Судебная строительно-техническая и стоимостная экспертизы объектов недвижимости
В 1978—1980 гг. на студента из провинции М. Ю. Гаспаряна большое влияние имела дружба с тогда уже пенсионером Суреном Акопивичем Товмасяном. В отсутствии Интернета в те годы именно беседы с очевидцем событий мирового уровня как в стране, так и за рубежом помогли Мартику Юриковичу узнать о многих вещах, известных немногим.
1978—1982 гг. под руководством заведующего отдела (с 1982 года — директора) Матенадарана имени Св. Месропа Маштоца (уникального и известного на весь мир Института Древней Рукописи) академика Сена Суреновича Аревшатяна, при активной помощи и поддержке научного персонала Матенадарана:
• изучал историю древнейших и средневековых философских школ Армянского нагорья и Армянского Междуречье;
• занимался источниковеденинием;
• изучал иероглифическую письменность, наскальные изображения Армянского нагорья (петроглифы: сюникские, Гегамских гор, Арагаца, Мецамора, Армавира, Портасара, Пуповинной гора) и пиктограммы (шумерские и египетские);
• занимался проблемой происхождения армянского народа: шумеры и hахты — армянские лучи;
• учился и участвовал в переводе клинописей и иероглифов;
• изучал шумерскую и египетскую культуру и стал сторонником молодых учёных интернационалов, которые попытались доказать, что армянский народ — древнейший в мире, положили основу концепции доказательства автохтонности армян на Армянском нагорье;
• изучал армянскую письменность (с древнейших времён по настоящее время) как проявление феномена духовной культуры;
• занимался переводом критических текстов (корабли, паруса, ручные жёрнова («дзерки ерканакареры»), проекты сооружений, знаки связанные с космическими представлениями, с землёй, с общественно-производственной деятельностью человека);
• изучал языческие и христианские солнечные часы, вишапы (драконы), Татевский сюн (качающий столб — посох святой Троицы).
В 1978 году для студенческого научного общества подготовил работу «Социально-экономические взгляды средневекового (XIV—XV вв.) армянского философа, богослова и педагога, ректора Татевского университета, главного представителя татевской школы армянской философии Григора Татеваци», которая покорила все студенческие научные конкурсы молодых философов в Ереване и Армянской ССР и в 1979 году была представлена в Москву на всесоюзный конкурс, на которой стала лучшей. В дальнейшем эта работа лежала в основе сдачи кандидатского минимума по философии во время учёбы в аспирантуре.
Особое место в жизни Мартика Гаспаряна занимает учёба в Одессе. В эти годы М. Ю. Гаспарян активно участвовал в работе армянской общины, стал одним из сопредседателей общины наравне с председателем профкома (потом парткома) Одесского национального университета им. И. И. Мечникова (известного как Императорский Новороссийский университет), уважаемого Левона Хачиковича Галустяна и проректора института связи им. А. С. Попова (ныне Национальная Академия связи), профессора А.Херунцева.
Мартик Юрикович усердно решал вопросы, связанные с разрешительными документами и выделением площадей для творческой самодеятельности, созданием воскресной школы, изданием общинной газеты, проведением литературных, музыкальных, танцевальных и фольклорных мероприятий, а также организацией выставок.
Именно в Одессе он познакомился с научным руководителем, доктором экономических наук, профессором И. А. Болдыревым, в соавторстве с которым выпустили новую редакцию полной версии перевода «Теории прибавочной стоимости» Карла Маркса с немецкого на русский.
Большой резонанс получили подготовленные Гаспаряном в 1990 году стенд в память Геноцида армян в стенах Вышей Партийной школе при ЦК КПСС, а также работа «Армянский вопрос в творческой лаборатории Владимира (Ульянова) Ленина», после которых его принудили оставить партбилет на столе председательствующего конференции.
Однако это было не первое требование положить партбилет на стол. Впервые это сделал «не последний человек страны советов» Егор Кузьмич Лигачёв в рабочем кабинете лидера Азербайджана Айаза Муталибого в Баку, в присутствии В. И. Долгих и Г. П. Разумовского. Дело в том, что после событий в Сумгаите вместо того, чтобы принять конкретные практические шаги по предотвращению трагедии, центральный партийный орган своим постановлением требовал от партийных органов трёх закавказских республик обменяться делегациями для устранения недостатков в деле интернационального воспитании. Прибывшие в Баку армянская делегация была сформирована не из ответственных работников центрального партийного органа Республики, а в основном из молодёжи. Им устроили различные экскурсии, однако речи о событиях в Сумгаите и принимаемых мерах даже и не пошло. Разговор разгорелся во вновь созданном так называемом институте востоковедения или рукописей, наподобие Матенадарана, с председателем Союза писателей Азербайджана Анар (в дальнейшем он возглавил Союз писателей тюркоязычных государств, который был создан в рамках VI Конгресса редакторов литературных журналов тюркского мира в Эскишехир (Турция)), который не смог ответить на элементарные вопросы М. Ю. Гаспаряна и впал в панику.

## Профессиональная и предпринимательская деятельность
1982 −1984
Шинуайрский завод резиновой обуви (г. Горис, Арм. ССР)
Начальник планово-экономического отдела, старший инженер по нормированию труда
1984—1989
Райком комсомола (г. Горис, Арм. ССР)
Инструктор, секретарь, 2-й секретарь, заместитель председателя райкома народного контроля
1990—1993
Исполком горсовета (г. Горис, Арм. ССР)
Старший экономист плановой комиссии
1990—1993
Научно-производственное коммерческое малое предприятие «Ной» (г. Горис, Арм. ССР)
Директор, главный бухгалтер
1993—1997
ТОО «Биоритм» (г. Москва)
Коммерческий директор
1997—1999
Завод АООТ «Химреактив» (г. Москва)
Представитель
1999—2000
АОЗТ «Роско» (г. Балашиха, Московская область)
Финансовый директор
2000 −2003
ООО «Мтнадзор» (г. Москва)
Генеральный директор, главный бухгалтер
2003—2006
ООО «КОСМОС-АУДИТ» (г. Москва)
Помощник аудитора, оценщик, начальник отдела контроля качества
2006—2011
ЗАО «АФК Аудит» (г. Москва)
Оценщик, начальник отдела оценки (экспертизы)
2006—2011
ООО «ЕДИНСТВО-АУДИТ» (г. Москва)
Генеральный директор
2011 -по н./в.
Негосударственная судебно-экспертная организация ООО «Бюджет Аудит аутсорсинг Оценка»
Старший партнёр
2016 -по н./в.
АРМАЕН — Армянский научный центр РАЕН
Президент

## Научная деятельность

### Степень и звание
Доктор экономических наук, профессор мировой экономики, действительный член (академик) МАДЕНМ, почётный член (академик) Российской академии художеств (РАХ), действительный член Российской академии естественных наук (РАЕН), Почётный профессор Абхазского государственного университета (АГУ), научный консультант четырёх докторских и научный руководитель пяти кандидатских работ.

### Труды
Автор более 500 научных работ и монографий, учебников и методических пособий, более 30 книг на русском, английском и немецком языках.
Учебные пособия, научные труды, методологии по оценке, культурному наследию, аудиту и судебной экспертизе на бумажных и электронных носителях есть и востребованы в библиотеке Конгресса США, фундаментальных, национальных, публичных и церковных библиотеках научных институтов и учебных заведениях Парижа, Брюсселя, Брюгге, Амстердама, Гамбурга, Дрездена, Берлина, Неаполя, Эчмиадзина, Мадрида, Барселоны, Валенсии, Рима, Ватикана, Флоренции, Неаполя, Милана, Праги, Будапешта, Вены, Марселя, Ниццы, Лиона, Монако, Таллина, Риги, Еревана, Ташкента, Гамбурга, Самарканда, Львова, Иерусалима, Тель-Авива, Ливана и Иордании.
- Гаспарян М. Ю. Оценка: учебное пособие — Москва: Тровант, 2006, 285 с. ISBN 5-89513-066-6[17],[18]
- Гаспарян М. Ю. Оценка: учебно-практическое пособие — Москва, 2005, 57 с. ISBN 5-89513-015-3[19],[17]
- Тарановский В. Н., Гаспарян М. Ю., Родина Е. Ю. Основы оценки ценных бумаг и деловой репутации (гудвилла): учебное пособие, под ред. д-ра экон. наук М. Ю. Гаспаряна. — Москва: Тровант, 2007, 398 с. ISBN 978-5-89513-105-3[17]
- Линецкий А. В., Гаспарян М. Ю., Родина Е. Ю. Методика обязательного и инициативного аудита: практикум -Москва: Тровант, 2008, 421с. ISBN 978-5-89513-114-5 Режим доступа электронного ресурса:[20],[17]
- Линецкий А. В., Гаспарян М. Ю., Родина Е. Ю. Практикум оценки: учебно-практическое пособие — Москва: Тровант, 2008, 361 с. ISBN 978-5-89513-126-8[21],[17]
- Линецкий А. В., Гаспарян М. Ю., Родина Е. Ю. Стандарты аудита — практика применения — Москва: Тровант, 2008, 273 с. ISBN 979-5-89513-115-2[22],[17]
- Линецкий А. В., Гаспарян М. Ю., Родина Е. Ю. Практикум аудита- Москва: Тровант, 2009, 239 с. ISBN 978-5-89513-146-6[17]
- Линецкий А. В., Гаспарян М. Ю., Родина Е. Ю. Практикум оценочной деятельности — Москва: Тровант, 2009, 536 с. ISBN 978-5-89513-147-3[23],[17]
- Акимов П. А., Гогия К. А., Делба В. В., Гаспарян М. Ю., Родина Е. Ю., Пилипович В. И. Комплексная экспресс оценка бизнеса на примере птицефабрики «Первомайская» — Москва: Тровант, 2010, 48 с.[17]
- Линецкий А. В., Двуреченских В. А., Гаспарян М. Ю., Родина Е. Ю., Делба В. В., Акимов П. А., Давыдов А. В., Жосану П. А., Еропкина Е. Г., Непочатой Д. А. Оценка историко — культурного наследия Армении — Москва: Тровант, 2010, 2011, 2012., 744 с. ISBN 978-5-89513-196-1[17]
- Гаспарян М. Ю. Тучи не могут долго скрывать солнечный свет — Москва: Тровант, 2010, 832 с.[17],[24],[25] ,[26],[27],[28],[29]
- Эксперт книги Alexander Sosnowski Das Georgien-Syndrom, Berlin, Mauer Verlag, 2010, 2011 (на немецком языке) 233 с. ISBN 978-3-86812-219-0, 2011 (на английском языке) 181с. ISBN 978-3-86812-253-4[17]
- Электронный учебный сборник оценочной деятельности, Москва: ЦИПК, 2009.
- Адольф ты не прав: все помнят сегодня о Геноциде армян, посвящённой 100-летию Первой мировой войны и памяти жертв Геноцида армян — Москва: МАДЕНМ, РНКАА г. Москвы, 2014, 258 с. ISBN 978-5-4465-0503-6
- Родная земля одного народа не может стать вечной родиной другого, посвящённой 100-летию памяти жертв Геноцида армян — Москва: МАДЕНМ, 2015, 113 с. Методология оценки культурного наследия и культурных ценностей Армянского нагорья- Москва: МАДЕНМ, г. Москвы, 2016, 456 с. ISBN 978-5-4465-0606-4
- Методология определения размера имущественного (материального и нематериального) вреда, возникшего в результате соверщенного Геноцида армян. — Москва: МАДЕНМ, г. Москвы, 2016, 393 с.
- Экономическая оценка ущерба от культуроцида для определения исторической репарации и территориальной реституции. — Москва: МАДЕНМ, г. Москвы, 2016, 432 с.
- Жизнь мёртвых продолжается в памяти живых- Москва: МАДЕНМ, г. Москвы, 2014, 374 с.[30]
- Помним и чтим- Москва: МАДЕНМ, г. Москвы, 2014, 271 с.[31]
- Армянское плато — колыбель цивилизации (посвящается 100-летию памяти жертв Геноцида армян): МАДЕНМ, г. Москвы, 2015, 791 с.
- Гаспарян М. Ю., Марукян А. Ц., Бекларян Л. А., Захаров В. А, Микаелян А. Д., Барсегян Г. А., Карагёзян А. А., Бабаханов В. Р., Васьков М. А., Кишмирян И. Т., «ЛернаАйастан»: ԼեռնաՀայաստան, Горная Армения, Mountainous Armenia, Arménie montagneuse, /на обложке книги картины Арарат всемирноизвестного художника, Шмавона Шмавоняна и знаменитого карикатуриста, скульптора и архитектора Арутюна Чаликяна/ — М.- П.-Е.: «Эдит Принт», 2021, 196 с. ISDBN 978-9939-75-658-5
- Гаспарян М. Ю., Бекларян Л. А., Захаров В. А., Марукян А. Ц., Микаелян А. Д., Бабаханов В. Р., Васьков М. А., Культуроцид, М.-П.-Е.: «Эдит Принт», 2021, 160 с. IDBN 978-9939-75-657-8
- Захаров В. А., Марукян А. Ц., Бекларян Л. А., Гаспарян М. Ю., Микаелян А. Д., Васьков М. А., Столетие подписания Московского и Карского договоров 1921 года и проблемы их денансации -М.-Е,2021, — 768 с. ISDBN 978-9939-75-656-1

/на обложке книги картины Арарат всемирноизвестного художника, Шмавона Шмавоняна и знаменитого карикатуриста, скульптора и архитектора Арутюна Чаликяна/
- Ա. Մարուքյան, Մ. Գասպարյան, Ա.Աստոյան և Ա. Ոսկանյան «Հայոց ցեղասպանության մշակութային և նյութական հետևանքների հաղթահարման մեթոդաբանությունն ու գործիքակազմը», Հայաստանի Գիտությունների ազգային ակադեմիա, ՀՀ ԳԱԱ-ի Պատմության ինստիտուտ, Երևան, 2021.-640 էջ: ISBN 978-9939-892-05-5

Рецензентами трудов стали Грязнова А. Г., Шеремет А. Д., Чая В. Т., Кацман В. Е. Григорян С. С., Трапезников Е.Г
Работы были презентованы в журнале «Московский аудитор» (октябрь 2008 год), вестниках Московского филиала АПР (июль, сентябрь 2008 год), в информационном центре «Еркрамас», в немецком издании WORLD ECONOMY S.L., на общем отчётно-выборном собрании Аудиторской Палаты России (АПР) (май 2009 год), на XXXVIII Международной научно-практической конференции «Татуровские чтения» по теме «Стратегический экономический анализ и его информационное обеспечение» «Функционально-стоимостной анализ» (июнь 2010 год), в Экономическом факультете МГУ, Финансово-промышленной академии, Армянской культурно-национальной автономии г. Москвы, на Общем собрании членов Некоммерческого партнёрства «Аудиторская Ассоциация Содружество» (НП ААС) в МГУ имени М. В. Ломоносова (июнь 2010 год).
Книги были рекомендованы Московским филиалом АПР (2008 год), Аудиторской Палатой России (2009 год), Армянской культурно-национальной автономии г. Москвы (апрель 2010, 2015), в Московском региональном отделение «Российское общество оценщиков» (2008, 2011, 2016), в Международной академии духовного единства народов мира (2014, 2015).
Книга «Стандарты аудита — практика применения» вошла в Энциклопедию «Экспертиза рынка аудита и консалтинга» (выпуск 2 Москва 2009). В книге изложены основные принципы и методы работы аудиторов, основанные на международных, российских и внутрифирменных стандартах аудита, ориентированные на проверку экономических субъектов, ведущих учёт и готовящих отчётность в соответствии с российскими требованиями. Материал учебного пособия представлен в виде таблиц по всем разделам бухгалтерского и налогового учёта.
Известная аудиторская компания в г. Санкт-Петербурге «Финэк-Аудит», которая до 2003 года совместно с академией бюджета и казначейства МФ РФ успешно готовила аудиторов для получения аттестата аудитора, сотрудничает с соавторами на предмет обучения аудиторов по методике проверки обязательного и инициативного аудита на обучающих курсах и семинарах в 12 регионах России, в том числе и для бюджетных учреждений.
Особое место в биографии занимает экономическая оценка объектов культурного наследия и художественных ценностей.

### Экономическая оценка культурного наследия и художественных ценностей
Культурное наследие это нефть и газ народа.
При этом, нефть и газ невозобновляемый ресурс,
а культурное наследие народа нескончаемо
и передаётся из поколения в поколение.
М. Ю. Гаспарян
Научный труд «Экономическая оценка историко-культурного наследия и художественных ценностей Армянского нагорья» был представлен на II международной конференции «Оценка и страхование объектов культурного наследия (памятников истории и культуры)». Доклад, касающийся практической оценки объектов культурного наследия, был основан на результатах I Международной конференции «Оценка объектов культурного наследия (памятников истории и культуры) народов Российской Федерации».
Теоретические и методологические основы этого научного труда, примеры подходов и методик экономической оценки объектов культурного наследия христианских ценностей стали основой учебного процесса сертификационного цикла по подготовке оценщиков-экспертов экономической оценки культурного наследия в России. Так, в 2011 году, в Дни славянской письменности и культуры в Московской финансово-промышленной академии (МФПА), был организован первый в России сертификационный цикл по подготовке оценщиков-экспертов экономической оценки культурного наследия и художественных ценностей, где за основу было взято вышеперечисленное учебное пособие.
С начала 2000-х годов автор стал одним из неизменных инициаторов и участников международных научно-профессиональных форумов на площадках в России, Армении, Испании, Италии, Эстонии, Латвии, Франции, ФРГ, Украины, Бельгии, Голландии, Венгрии, Израиле, Чехии, Австрии, Монако, Иордании и Палестинской автономии по культурному наследию, положивших начало формированию новой научной дисциплины-экономическая оценка археологического, исторического, архитектурного и градостроительного, парково-строительного, ландшафтного, монументального, садово-паркового, движимого и недвижимого, материального и нематериального культурного наследия народов мира и всемирного наследия, его ущерба от экологии, военных действии, вандализма, терроризма, последствий геноцида и культуроцида, в том числе для репарации и реституции.
Разработки, изложенные в указанной работе, были использованы при анализе состояния ряда повреждённых археологических памятников Московской области, в том числе при оценке ущерба, нанесённого незаконной застройкой на территории Бородинского поля. ФГНИУ «Российский научно-исследовательский институт культурного и природного наследия имени Д. С. Лихачёва», цель которого научное обеспечение государственной культурной политики и региональных программ по сохранению и использованию национального наследия, подобный методологический и практический подход полностью поддерживается. В работе института наследия постоянно возникает необходимость оценки ущерба, нанесённого объектам наследия и художественным ценностям.
Методика экономической оценки культурного наследия и художественных ценностей вызывала живой интерес и получила высокую оценку среди российских, армянских и зарубежных архитекторов, историков, этнографов, археологов, а также была оценена в экспертно-оценочной профессиональной среде.
Работа была востребована в ходе научно-исследовательских работ в Эстонии, Чехии, Иране, Испании, Италии, Бельгии (Брюгге) и во Франции, Узбекистана (см. Ф. С. Ганиева «Экономическая оценка памятников истории и культуры Узбекистана», Ташкент, ООО «VORIS-NASHRIOT», 2008), при составлении Инвестиционных Атласов Абхазии и Южной Осетии.
Из материалов, собранных при подготовке научного труда был подготовлен специальный раздел, вышедший в Германии в книге А.Сосновского «Грузинский синдром» (Manuer Verlag , 72108 Rottnburg a|N, на немецком −2008 г. и на английском — 2012 г. языках). Информация о книге попала в распределитель и библиотеку Бундестага, что, в принципе, довольно большая редкость. А немецкий МИД повторил материал о книге, который был опубликован в мае на Немецкой волне, на сайтах всех своих зарубежных представительств как информацию от первого лица.
Разработки научного труда были использованы при анализе состояния и экспертной оценки интеллектуального культурного наследия и художественных ценностей Федерального государственного бюджетного учреждения культуры «Государственный академический русский хор имени А. В. Свешникова». В отзывах членов творческого коллектива и художественного совета Госхора отмечается высокий уровень подходов и методик, качественный новый результат экспертной оценки нематериального наследия хорового искусства.
Научный труд представлен на соискание премии памяти митрополита Московского и Коломенского Макария (фонд Булгакова) выдающегося иерарха Русской Православной Церкви, историка, богослова, автора многотомной Истории Русской Церкви 2012—2013 годов в номинации История православных стран и народов — история страны, духовно-культурные традиции, опыт исследования памятников христианской агиологии, связи с другими православными церквями, деятели церкви, учреждённой Московским Патриархатом РПЦ, Правительством Москвы, Российской Академии наук.
Работа была представлена также на ежегодной XXXIX Международной научно-практической конференции «Татуровские чтения», организованной кафедрой учёта, анализа и аудита экономического факультета МГУ имени М. В. Ломоносова и Ассоциацией бухгалтеров и аудиторов «Содружество».
Научный труд был представлен на двух международных конференциях «Историко-культурное наследие Армянского нагорья» организованных Национальной академией наук РА, Ереванским государственным университетом, «Службой по охране исторической среды и историко-культурных музеев-заповедников» ГНО при Министерстве культуры РА и Арцахским государственным университетом 24 июня по 1 июля 2012 года и 18-24 сентября 2014 года.
На основе методик и подходов научной работы Контрольно-счётной палатой Москвы проведена оценочная экспертиза приобретённых произведений в коллекции Московского музея современного искусства на предмет установления действительной стоимости произведений по сравнению с декларируемой.
В сентябре прошлого года на конференции в Гамбурге по Арктике на основе методик и подходов научной работы впервые в мировой практике поднят вопрос об атомном ледоколе Ленин как объекта культурного наследия, о методах, подходах и задачах экспертов в деле оценки аналогических исключительных объектов культурного наследия.
По праву этот научный труд можно охарактеризовать как новое явление в отечественной и зарубежной научной литературе, так как в нём впервые подробно излагается методология экономической оценки стоимости объектов культурного наследия и художественных ценностей.

### Статьи
- Гаспарян М. Ю. Банки и ФСО, При взаимодействии с внешними оценщиками банкам необходимо учитывать требования Федеральных стандартов оценки. // «Банковское обозрение», № 3 (194), 2015[32]
- Гаспарян М. Ю. Оценка объекта : движимое и недвижимое имущество, интеллектуальная собственность, бизнес, их оценка и методы оценочной деятельности. // Журнал Аудит и налогообложение. № 7, 2008, Индекс ББК 65.053в6; 67.404.2[33]
- Гаспарян, М. Ю. Тенденции развития судебно-бухгалтерской экспертизы в вопросах противодействия коррупции // Аудит, № 4 (5), 2016, ISSN 20781903, УДК 657.0/.5, ББК 65.052.2
- Приветствие Международной конференции на тему «Проблемы изучения и сохранения исторической среды и культурного наследия» в рамках празднования 25-летнего юбилея «Службы по охране исторической среды и историко-культурных музеев-заповедников» ГНО Министерства культуры РА, 2014[34]
- Встреча в Москве в связи с изданием книги «Грузинский синдром» на английском языке, 2012,[35]
- Книга Арарата Гукасяна представлена и в Москве[36]
- Гаспарян М. Ю. Экономическая оценка историко-культурного наследия армянского нагорья[37]
- Гаспарян М. Ю. Волшебник, творец, чудотворец, мастер Фридон Асланян[38]
- Гаспарян М. Ю. «Схожесть рельефа и исторической географии Непала и Армении»[39]
- Гаспарян М. Ю. Всемирная, российская и армянская наука понесла тяжёлую утрату — скончался академик Самвел Григорян[40]
- Гаспарян М. Ю., Трапезников Г. Е. , Кобзон И. Д., Шамба Т. М., Комков С. К., Айрапетян А. К., Кобахия Б. В., Зарифуллин П. В. Ушёл из жизни блистательный учёный Самвел Григорян // Центр Льва Гумилёва[41]
- Гаспарян М. Ю. О создании сайта гусана Ашота[42]
- Гаспарян М. Ю., Гогия К. А., Качарова Л. В. Анализ некоторых социально- экономических проблем в Абхазии (Analysis of some socio-economic issues of Abhazia) // Аудит, № 9, с 7 19-24, ISSN 22279288[43]
- Гаспарян М. Ю., Гаспарян Т. М. Эколого-экономическая оценка культурного наследия в рамках мегаполисов //материалы круглого стола: «Новые научно-технические подходы к решению экологических проблем мегаполисов» VI Научно-практической конференции, посвящённой экологическим проблемам Московского региона, 2016[44]
- Гаспарян М. Ю., Гаспарян Т. М. Презентация научного проекта «На стыке древних цивилизации (прошлое и будущее: инновации и инвестиционные проекты)» // Материалы учредительного собрания Евразийского центра высоких технологии, МГУ им. М. В. Ломоносова, 2016[45]
- Гаспарян М. Ю. Проблемы мотивации страхования объектов культурного наследия на уровне Российской Федерации и регионах // Страховое дело, № 11, 2016[46]
- Гаспарян М. Ю. Доклад по теме: «Перспективы развития судебно- бухгалтерской экспертизы» // Научно-практическая конференция «Теория и практика судебной экспертизы при рассмотрении экономических споров и дел в уголовном, гражданском, арбитражном и административном судопроизводстве», Москва, Российская государственный университет правосудия, 23 ноября 2016
- Гаспарян М. Ю. Доклад по теме «Квалиметрическая методика оценки культурного наследия и ущерба, нанесённого культурного наследию, от культуроцида и геноцида для репарации и реституции» // Международная научная конференция «Геноцид армян и проблема возмещения в секции „Правовые вопросы и культурно-цивилизиционные потери армянского народа вследствие Геноцида армян“», Ереван, Национальная академия наук Республики Армения и Ереванский государственный университет, 22-23 ноября 2016
- Гаспарян М. Ю. Армяне и Армения: из глубин тысячелетий в будущее // Еркрамас, 2016[47]
- Быть сюнеци — это титул. О памяти академика Грачика Рубеновича Симоняна.
- Созданные творчеством гончара Гранта произведения блестят всеми цветами картин М. Сарьяна и поют мелодией Комитаса.
- Он не хотел, чтобы его жизнь не бросалась в глаза! О журналисте и публицисте Владимире Задаяне.
- Гаспарян М. Ю. Восстановление Армянского научного центра РАЕН как прототип Армянской академии естественных наук // Ноев ковчег, № 11 (286), ноябрь 2016[48]
- Гаспарян М. Ю. Доклад по теме: «Методика оценки стоимости реального ущерба, нанесённого объектам археологического наследия» // Международная археологическая конференция «Мецаморские чтение I», Ереван-Мецамор, ГНО «Служба по охране исторической среды и историко-культурных музеев-заповедников» при Министерства культуры Армении, 27-28 сентября 2017[49]
- Гаспарян М. Ю. Доклад по теме: «Мониторинг состояния памятников из камня и металла. Квалиметрическая экспертиза состояния памятников из различных материалов» // Международная археологическая конференция «Мецаморские чтение I», Ереван-Мецамор, ГНО «Служба по охране исторической среды и историко-культурных музеев-заповедников» при Министерства культуры Армении, 27-28 сентября 2017[49]
- Гаспарян М. Ю., Лакрба Л. Р., Гогия К. А. Экономический анализ оплаты труда и проблемы её регулирования в Республике Абхазия // Аудит, сентябрь 2017, с. 26—30[50]
- Гогия К. А., Лакрба Л. Р., Гаспарян М. Ю. Становление и проблемы развития учёта и отчётности в Республике Абхазии // Аудит, 10, 2017
- Гаспарян М. Ю. Горис — культурная столица СНГ в 2018 году // Eurasia House, 09 марта 2018[51]
- Гаспарян М. Ю. Настойка из "королевы ягод // Eurasia House, 09 марта 2018[52]
- Гаспарян М. Ю. Наши дни продолжают вести поисковые работы по обнаружению погибших и пропавших без вести солдат и офицеров Красной армии в 1941-45гг.[53][54][55][56]
- Гаспарян М. Ю. ГОРИС-2018 Дыхание тысячелетий // Голос Армении, 07 февраля 2018[57]
- Гаспарян М. Ю. Горис — культурная столица СНГ в 2018 году // Сюникский центр арменоведческих исследований[58]
- Гаспарян М. Ю., Сосновский А. Совершенно новый «Шёлковый путь» из Китая в Армению — перевод статья World Economy // Armeniangc[59]
- Гаспарян М. Ю. Настойка из «Королевы ягод» // «Голос Армении», 30 марта 2018 года[60]
- Гаспарян М. Ю. Настойка из «королевы ягод» или о важности горисской тутовки Караундж // Еркрамас, 06 марта 2018 год[61]
- Гаспарян М. Ю. Горисские художники стали Почётными членами (академиками) Российской академии художеств (РАХ) // Сюник, Давид-Бек, 11 апреля 2018 года[62]
- Гаспарян М. Ю. Родник-памятник «Йотнахпюр» — единственный ПАМЯТНИК ПОБЕДЫ Советского народа над ФАШИЗМОМ на территории бывшего СССР, построенный в самые тяжёлые дни Великой Отечественной войны. Горис-культурная столица СНГ 2018 года
- Гаспарян М. Ю. Сохранивший железный трафарет «улица Россия» в Горисе — культурной столице СНГ 2018 года частица русской культуры и русского мира
- Гаспарян М. Ю. профессор Мартик Гаспарян комментирует ситуацию в Армении- Внимание мировой общественности в последние две-три недели приковано к событиям в Армении // World Economy, 6 мая 2018 года[63]
- Гаспарян М. Ю. АРМЯНСКИЙ СИНДРОМ: Вероломство коррумпированного первого лица Армении и безоговорочная капитуляция его клана перед силой мирной бархатной революции, 4 мая 2018 года (распространено в Болонском университете, Институте Патристико, фундаментальной библиотеке Ватикана, Генуе, Комо, Венеции и Милана на итальянском языке, также по Старому свету прошла на английском, французском, испанском языках[64]
- Гаспарян М. Ю. Бархатная Армения // Ноев Ковчег
- Гаспарян М. Ю. Известные российские учёные готовы оказать содействие инициативам Правительства Армении // Еркрамас, 24 мая 2018 года[65]
- Гаспарян М. Ю. Угрозы и вызовы современного мира цивилизации по уничтожению (культуроциду) всемирного наследия[66]
- Гаспарян М. Ю. Приветственное слово на открытии выставки политических карикатур художника-графика Г. Г. Ликмана «ПОЛИТИКА И ЖИЗНЬ В РАБОТАХ ХУДОЖНИКА ГРИГОРИЯ ЛИКМАНА» // Совет Федерации Федерального Собрания Российской Федерации, 10 декабря 2018 года, Москва[67][68]
- Гаспарян М. Ю. Доклад по теме: «Напомнить обществу о важности сохранения и изучения памятников, повреждённых в результате стихийных бедствий, политических, военных и других потрясений. Таинство ковра и беспрецедентное изготовление фресок для музеев» на презентации презентация международного проекта «Путешествие святыни: фреска Св. Николая Чудотворца — символ веры» и специального коллекционного издания альбома-книги «Дадиванк. Возрождённое чудо», инициированной Благотворительным фонда «Виктория» // Зал торжеств московского армянского храмового комплекса, 3 марта 2019 года[69]
- Гаспарян М. Ю. Доклад по теме: «Полотна ТАТОСА античная чистота миросозерцания, армянский колорит и удивление миру, краски — удивительно ярки и свежи, а изображённые люди, буйволы и цветы — удивительно динамичны» на открытии персональной выставки народного художника Армении, члена Союза художников Армении, почётного члена Российской академии художеств, Российской Академии Естетственных наук по Секции «Дизайн и архитектура», профессора Национального университета архитектуры Армении, ученика М. Сарьяна Гранта Оганесовича Тадевосяна// музей «Тапан» московского храмового комплекса, 22 декабря 2018 года[70]
- Интервью Главного редактора Арабской редакции сайта «Россия — Исламский мир» академика РАО, профессора Сухейль Фараха с выдающимся экономистом, культурологом, председателем АРМАЕН, академиком, д.э.н., профессором Гаспаряном М. Ю., 10 ноября 2018 года[71]
- Гаспарян М. Ю. Акселю БАКУНЦУ 120 лет, Альпийская фиалка, дифелипея красная (Phelypaea Coccinea) и древняя легенда[72]
- Гаспарян М. Ю., Петросян В. С., Азгальдов Г. Г., доклад на тему: «Кавлиметрическая методика оценки культурного наследия и ущерба, нанесённого культурному наследию, от „культуроцида“ и геноцида для репарации и реституции», III Международная научно-практическая конференция «Дискуссионные вопросу теории и практики судебной экспертизы», организованной Российским государственным университетом правосудии Верховного суда России и Ассоциации экспертов по содействию экспертной деятельности «Национальный общественный центр экспертиз», 28-29 марта 2019 года, «Арбат-Экспо», г. Москва, ул. Новый Арбат, д. 26, Информационный бюллетень «Вопросы экспертной практики», ISSN 25002570
- Гаспарян М. Ю., доклад на тему «Современные угрозы и вызовы. Уничтожение всемирного наследия и достояние народов» на IХ международной научно-практической конференции на тему «Россия и мир: развитие цивилизаций. Трансформация политических ландшафтов за период 1999—2019 годы», организованной в рамках 20-летнего юбилея Института мировых цивилизаций, 03 — 04 апреля 2019 года, г. Москва, Россия[73]
- Гаспарян М. Ю., О методах оценки стоимости реального ущерба, нанесённого объектам археологического наследия в регионах, Материалы международной научно-практической конференции «Стратегические направления в регионах: эколого-экономический и социальные аспекты», 28 марта 2019 г. в Министерстве науки и образования Российской Федерации, г. Москва, с. 121—133, ISBN 978-5-7367-1502-2
- Гаспарян М. Ю., «Коллеги называли Мартироса Сарьяна Улыбкой Армении», в рамках стартовавшей в Москве «Дни Армении» в Третьяковской галерее открывалась экспозиция с представлением работ армянского живописца начиная с 1910 года, Телеканал «Большая Азия», статья,[74]
- Гаспарян М. Ю., Светлой памяти члена Международного редакционного совета журнала «Аудит» Саргсяна Агаси Залибековича [Текст] : о свете сильного созидания и крепкой души (памяти блистательного учёного, учителя, друга и удивительного человека…) / Гаспарян Мартик Юрикович // Аудит. — 2019. — № 3. — С. 4-5 : 3 фот. . — ISSN 20781903[75]
- Гаспарян М. Ю., Нонсенс: Армения отсутствует в опубликованной в Лондоне книге «A world history of art» (Всемирная история искусства), которая содержит «древнее государство» под названием «азербайджан», /статья на русском языке, которая почти одновременно вышла в университете Баллоне (на английском языке), институте Бенедикта (Ватикан, на латыни), Сорбонне (на французском языке), университете Вильгельма (на немецком языке)/., 10.08.2019
- Гаспарян М. Ю., "Поэт моря О. К. Айвазовский -легенды из жизни: участие в празднике "Вардавар"в Сурб хаче (Св. Крест, Крым), покорение Америки к юбилею Колумба, инициатива гуманитарной помощи голодающей стране, организация строительства водопровода в Кафе, спасение вдовы супруги от голода со стороны коллеги по цеху" /для инициаторов и организаторов проекта создания музыкального фильма про великого русского мариниста, 4.07.2019
- Гаспарян М. Ю., «Угрозы и вызовы современного мира цивилизации по уничтожению (культуроциду) всемерного наследия»[66]
- Гаспарян М. Ю., "Перспективы развития судебно-бухгалтерской экспертизы, Материалы Круглого стола по теме: «Теория и практика судебной экспертизы при рассмотрении экономических споров и дел в уголовном, гражданском, арбитражном и административном судопроизводстве», организованной Союзом «Финансово-экономических судебных экспертов» и Российским государственным университетом правосудия Верховного Суда РФ и Арбитражного Суда РФ, Москва, Российская государственный университет правосудия, аудитория 1 (Голубой зал), 29 марта 2019 г.
- Гаспарян М. Ю., ВНЕСУДЕБНАЯ ЭКСПЕРТИЗА ПАКТА ЛЕНИНА-АТАТЮРКА ПО МЕЖДУНАРОДНОМУ ПРАВУ[76]
- Гаспарян М. Ю., МИНИСТРУ КУЛЬТУРЫ И ОБРАЗОВАНИЯ АРМЕНИИ[77]
- Гаспарян М. Ю., 120-летие Акселя Бакунца отметили в Харькове[78]
- Гаспарян М. Ю., В Харькове почтили память Бакунца
- Мартик Гаспарян, Левон Бкларян, Хачик Чаликян, ПОСЛАНИЕ СОВЕТА 12-и всеармянской интеллигенции к Народам мира и инициатива о проведения всемирного цивилизационного духовно -культурного форума у подножия горы АРАРАТ[79]
- Мартик Гаспарян, Левон Бекларян «Армянское нагорье — колыбель сотворения мира и цивилизации, наследник и хранитель общечеловеческих ценностей и реликвий» посвящается 105-летию памяти жертв Геноцида армян): АРМАЕН, г. Москвы, 2020, 862 с
- Российский и армянский экономист выдвинут на Нобелевскую премию по двум направлениям[80]
- ДОКТОР МАРТИК ГАСПАРЯН ПРЕДСТАВЛЕН НА НОБЕЛЕВСКУЮ ПРЕМИЮ[81]
- Номинация на Нобелевскую премию[82]
- Гаспарян М. Ю., «ЭкоГрад» Эколого -экономическая оценка культурного наследия регионов. Академик. РАЕН Гаспарян М. Ю.[83]
- Гаспарян М. Ю., В связи с объявлением армянского города Горис культурной столицей СНГ 2018 года АРМАЕН (Армянский научный центр РАЕН) инициирует проведение международной научно-практической конференции по теме: «Вопросы сохранения, квалиметрической оценки, страхования и коммерческого использования историко-культурного наследия»[84]
- Гаспарян М. Ю.: «Угрозы и вызовы современного мира цивилизации по уничтожению (культуроциду) всемерного наследия»[66]
- Заявление международного независимого правового центра экспертизы репараций в связи принятием Конгрессом США Резолюции о признании Геноцида армян[85]
- Обращение депутатов Парламента Западной Армении в связи с 45-й годовщиной оккупации Республикой Турция северной части Республики Кипр[86]
- Об участии армянской делегации в работе 2-го Международного Форума ЮНЕСКО по древним городам (14-17 августа 2019 г.)[87]
- Гаспарян М. Ю.: «Уничтожение всемирного наследия и культурных ценностей народов мира является одним из грозных вызовов для современного мира цивилизаций» Часть 3[88]
- Гаспарян М. Ю.: «Современные угрозы и вызовы культуроцида — уничтожения всемирного наследия и продолжение Геноцида армян» Часть 2[89]
- Гаспарян М. Ю., ВНЕСУДЕБНАЯ ЭКСПЕРТИЗА Пакта Ленина-Ататюрка по международному праву[90]
- Гаспарян М. Ю.: д. э. н, профессор, академик РАЕН, РАХ, МАДЕНМ, Мир цивилизации: при лидерстве России[91]
- Гаспарян М. Ю., Армяне и Армения: из глубин тысячелетий в будущее[92]
- Обращение Руководителя Международного независимого правового и научного центра экспертизы и оценки репараций и реституций академика Мартика Гаспаряна о представлении к присуждению Нобелевской премии Мира 2020 года Каро Пайляна[93]
- А. Марукян, М. Гаспарян, А. Астоян А, Восканян, Методология и инструменты преодоления культурных и материальных последствий Геноцида армян — Ереван, Национальная академия наук Республики Армения, Институт истории, 2021
- Мартик Гаспарян: «Современные угрозы и вызовы культуроцида — уничтожения всемирного наследия и продолжение Геноцида армян»[94]
- Об участии армянской делегации в работе 2-го Международного Форума ЮНЕСКО по древним городам (14-17 августа 2019 г.)[95]
- Гаспарян М., Бекларян Л., Нжде, Сюник и будущее Индоевропейской Цивилизации, 31.05.2021[96]
- Гаспарян М., Поздравительный адрес на имя Армена ЛОНЕНЦА в связи с открытием персональной выставки в картинной галерее 13-й столицы исторической Армении — ЛернаАйастана (Горной Армении) г. Гориса, 22.07.2021[97]
- Гаспарян М., Народу Афганистана, руководству страны, 23 августа 2021 г.[98]
- Гаспарян М., Роль армянской общины Крыма в диалоге цивилизаций, Партнёрство цивилизаций № 3-4 / 2020, Международный научно-образовательный журнал «Партнерство цивилизаций»
- Гаспарян М. Ю., Квалиметрическая оценка объекта культурного наследия и ущерба от культуроцида , № 2 издания «Армянский экономический журнал» НАН Армении = ՀՀ ԳԱԱ Հայկական տնտեսագիտական հանդես = Armenian Economic Journal NAS RA / ՀՀ ԳԱԱ «Գիտություն» հրատարակչություն | Изд. «Гитутюн» НАН РА | «Gitutyun» Press NAS RA , ISSN 2579-289X
- The Appeal of the Head of the International Independent Legal and Scientific Center of Evaluation and Expertise for Reparations and Restitutions academician Martik Gasparyan for awarding Garo Paylan with Nobel Peace Prize 2020[99]
- Der Appel des Leiters des internationalen unabhängigen rechtlichen und wissenschaftlichen Zentrums der Expertise und der Auswertung der Reparationen und Restitutionen des Akademikers Martik Gasparjan über die Verleihung des Friedennobelpreises 2020 an Karo Pajljan[100]
- Adresse du Président du Centre International Juridique et Scientifique Indépendant d’Expertise et d’Evaluation pour les Réparations et Restitutions — Martik Gasparyan, académicien — pour la candidature de Karo Païlyan au Prix Nobel de la Paix 2020[101]
- Tazminat ve rehabilitasyon konularında uzmanlık ve bağımsız uluslararası değerlendirme hukuk ve bilimsel merkezi başkanı Martik Gasparyan’ın 2020 yılı Nobel Barış Ödülü’nün Karo Paylan’a verilmesı ile ilgili başvurusu[102]
- Prof. Dr. Martik Gasparyan, Prof. Dr. Alexander Sosnowski Ein Magier, ein Wunderbringer, ein Künstler («Фокусник, чудотворец, художник» про Фридона Суреновича Асланяна). // World Economy[103]
- Prof. Dr. Martik Gasparyan, Prof. Dr. Alexander Sosnowski, Deutschland übernimmt Verantwortung in der Arktisforschung? («Германия берёт на себя ответственность в арктических исследованиях?». Впервые собираются в Вашингтоне представители научно-исследовательских институтов из 22 стран для организации расширенного сотрудничества в Арктике). // World Economy[104]
- Prof. Dr. Martik Gasparyan, Es war ein Völkermord. (Это был геноцид) // World Economy[105]
- Prof. Dr. Martik Gasparyan, Der Deutscher Bundestag entscheidet — Genozid! (Немецкий Бундестаг признаёт геноцид) // World Economy[106]
- Prof. Dr. Martik Gasparyan, Außergerichtliche Expertise des «Lenin-Atatürk-Pakts». (Внесудебная экспертиза «Пакта Ленина-Ататюрка») // World Economy[107]
- Prof. Dr. Martik Gasparyan, Aktuelle Fragen zur wirtschaftlichen Wertstellung des Kulturerbes im Armenischen Hochland. (Актуальные вопросы экономической оценки культурного наследия Армянского нагорья, ч.1) // World Economy[108]
- Prof. Dr. Martik Gasparyan, Bundesregierung ruft Türkei und Armenien zu Aussöhnung auf. (Немецкое правительство призывает Турцию и Армению к примирению) // World Economy[109]
- Prof. Dr. Martik Gasparyan, Aktuelle Fragen zur wirtschaftlichen Wertstellung des Kulturerbes im Armenischen Hochland. (Актуальные вопросы экономической оценки культурного наследия Армянского нагорья, ч. 2) // World Economy[110]
- Prof. Dr. Martik Gasparyan, Das Audit — ein Poem oder strammes Kalkül? (Тенденции развития судебно-бухгалтерской экспертизы) // World Economy[111]
- Prof. Kama A. Gogija, Dr. Vladimir V. Delba, Prof. Dr. Martik Gasparyan, Buchhaltung von Christus bis Heute. Eine Entwicklungsgeschichte der abchasischen Buchführun. (Развитие учёта в Абхазии) // World Economy[112]
- Prof. Dr. Martik Gasparyan, Die Arktis — ein Gebiet von Nationalem Interesse. (Арктика — сфера национального интереса ч.1) // World Economy[113]
- Dr. Martik Gasparyan, In Syrien wurde eine Kirche befreit, in der IS-Terroristen Christen hingerichtet hatten. (В Сирии церковь была освобожденаа от террористов, которые казнили христиан) // World Economy[114]
- Prof. Dr. Martik Gasparyan, Der Vertrag von Kars und der Vertrag von Moskau könnten aufgekündigt warden? (Карский договор и Московский договор, пора ли уже расторгнуть) // World Economy[115]
- Prof. Dr. Martik Gasparyan, Die Arktis — ein Gebiet von Nationalem Interesse. (Арктика — сфера национального интереса ч.2) // World Economy[116]
- Prof. Dr. Martik Gasparyan, Der Weg des Janitscharen. (Путь янычара ч. 1) // World Economy[117]
- Prof. Dr. Martik Gasparyan, Kulturozid. (Културоцид) // World Economy[118]
- Prof. Dr. Martik Gasparyan, Zum 101 Jahrestag des Genozids an den Armeniern. (К 101-летию Геноцида армян) // World Economy[118]
- Prof. Dr. Martik Gasparyan, Der-weg-des-janitscharen. (Путь янычара ч. 2) // World Economy[117]
- Prof. Dr. Martik Gasparyan, Prof. Dr. Alexander Sosnowski, Die nagelneue «Seidenstraße» von China nach Armenien («Совершенно новый „Шёлковый путь“ из Китая в Армению». Два древних народов — армяне и китайцы — знакомы друг с другом с незапамятных времён) // World Economy[119]
- Dr. G.G. Azgaldow, Dr. A.W. Kostin, Prof. Dr. Martik Gasparyan, Herausforderung: Jugend Donnerstag. (Инновационность современной молодёжи) // World Economy[120]
- Dr. Alexander Lagutkin, Prof. Dr. Martik Gasparyan, Im Kontext eines «Islamofaschismus». (Исламофашизм — новая угроза миру) // World Economy[117]
- Dr. Gogia K, Kacharava L., Prof. Dr. Gasparyan M., Abchasien — Armut, Arbeitslosigkeit und neue Arbeitsplätze (К. Гогия , Л. Качарава, М. Гаспарян, «Абхазия — бедность, безработица и новые рабочие места») // World Economy[121]
- Prof. Dr. Martik Gasparyan, Prof. Dr. Alexander Sosnowski, Her kes ber bi rîya xwe bî — Jeder soll seinen Weg gehen (Каждый человек должен идти своим путём — о геноциде езидов) // World Economy[122]
- Prof. Dr. Martik Gasparjan, Armenien. Die unten — können nicht, die oben — wollen nicht (Армения: Низы — не хотят, верхи — не могут. Открытое письмо известного учёного к правительствам по поводу событий «Сасна црер» в Армении) // World Economy[123]
- Prof. Dr. Martik Gasparyan, Prof. Dr. Alexander Lagutkin, Die Nordostpassage, Mittwoch, 1 November 2017 (М. Ю. Гаспарян, А. В. Лагуткин, Северо-восточный проход (Северный морской путь — стратегическая составляющая экономического развития и национальной безопасности России)) // World Economy[124]
- Von Gasparyan, Martik, Präsident von ARMAEN , Martirosyan, Hamlet, Mitglied der Akademie der Naturwissenschaften, Eine Hypothese: die Geburtsstätte der eurasischen Zivilisation, Montag, 25 Dezember 2017 (АРМЕНИЯ КАК ПЕРВОНАЧАЛЬНЫЙ ОЧАГ ЕВРАЗИЙСКОЙ ЦИВИЛИЗАЦИИ)[125]
- Von M. Gasparjan, Vorsitzender von ARMAEN, Mitglied des Präsidiums der Russischen Akademie der Naturwissenschaften, Vizepräsident von MADENM, Ehrenmitglied der Russischen Akademie der Künste, Eine Strategie zur Etablierung einer stabilen, multipolaren Weltordnung, Dienstag, 20 Februar 2018 (Стратегия создания стабильного многополярного мирового порядка)[126]
- Prof. Dr. Martik Gasparyan, Ein Experte wurde gefragt: «Was ist eigentlich Wodka aus Goris, Armenien?» Das Rätsel der Höhlenstadt Goris — der uralte Maulbeerenwodka Karaundzh — eine Tinktur aus der Königin der Beeren (Эксперту задали вопрос: «Что такое водка от Гориса, Армения?» Тайна пещерного города Горис — древняя шелковичная водка «Караундж» — настойка из «Королевы ягод») Freitag, 23 März 2018 // WORLD ECONOMY S.L.[127]
- Martik GASPARYAN, Levon BEKLARYAN, Khachik CHALIKYAN,MESSAGE OF THE COUNCIL OF 12 OF PAN-ARMENIAN INTELLECTUALS TO THE WORLD NATIONS and Initiated a global civilizational spiritual and cultural forum at the foot of mount ARARAT[128]
- Martik Y. GASPARYAN, Lévon A. BÉKLARYAN, Njdé, le Syunik et l’avenir de la civilisation indo-européenne, 31.05.2021[129]
- Martik Y. GASPARYAN, Lévon A. BÉKLARYAN Nzhdeh, Syunik and the future of Indo-European Civilisation, 31.05.2021[130]
- Մարտիկ ԳԱՍՊԱՐՅԱՆ, Լևոն ԲԵԿԼԱՐՅԱՆ, Նժդեհը, Սյունիքը և Հնդեվրոպականքաղաքակրթության ապագան, 31.05.2021

```
[
131
]
```

- ՌԴ ԿԱԴՐԵՐԻ ՊԱՏՐԱՍՏՄԱՆ ԿԵՆՏՐՈՆԱԿԱՆ ԻՆՍՏԻՏՈՒՏԻ, ԱՆԿԱԽ ԳՆԱՀԱՏՈՂՆԵՐԻ, ՈՒՍՈՒՄՆԱՄԵԹՈԴԱԿԱՆ ԿԵՆՏՐՈՆԻ ՂԵԿԱՎԱՐ ՄԱՐՏԻԿ ԳԱՍՊԱՐՅԱՆԻ ՈՂՋՈՒՅՆԻ ԽՈՍՔԸ (Приветственное слово Международной конференции на тему Проблемы изучения и сохранения исторической среды и культурного наследия), 2014[34]
- Մարտիկ ԳԱՍՊԱՐՅԱՆ, Լևոն ԲԵԿԼԱՐՅԱՆ, Խաչիկ ՉԱԼԻԿՅԱՆ, ՀԱՄԱՀԱՅԿԱԿԱՆ ՄՏԱՎՈՐԱԿԱՆՈՒԹՅԱՆ 12-Ի ԽՈՐՀՐԴԻ ՈՒՂԵՐՁԸ ԱՇԽԱՐՀԻ ԺՈՂՈՎՈՒՐԴՆԵՐԻՆ և ԱՐԱՐԱՏ լեռան ստորոտում ՀԱՄԱՇԽԱՐՀԱՅԻՆ քաղաքակրթական հոգևոր և մշակութային ԳԱԳԱԹՆԱԺՈՂՈՎ անցկացնելու նախաձեռնության մասին[132]
- Հատուցման եւ վերականգնման հարցերի փորձաքննության ու գնահատման միջազգային անկախ իրավական-գիտական կենտրոնի ղեկավար, ակադեմիկոս Մարտիկ Գասպարյանի դիմումը Կարո Փայլանին 2020 թվականի Խաղաղության Նոբելյան մրցանակի ներկայացնելու հայտի մասին[133]
- Մարտիկ Յուրիկի ԳԱՍՊԱՐՅԱՆ, Շնորհավորական ուղերձ պատմական Հայաստանի13-րդ և ԼեռնաՀայաստանի մայրաքաղաք Գորիսի պատկերասրահում ԱրմենԼՈՐԵՆՑԻ անհատական ցուցահանդեսը մեկնարկելու կապակցությամբ, 22.07.2021

- Հանցագործութան հետևանքները չեն կարող առաջացնել իրավունքներ, Նախապատրաստվում է արտադատական փորձագիտական եզրակացություն ՄԻԵԴ դիմելու համար, Լուսինե Մխիթարյան, Հայաստանի Հանրապետություն, օրաթերթ, հրատարակիչ ԱՐՄԵՆՊՐԵՍ, թիվ 65 (5706), 14 ապրիլի 2021, էջ 2
- «Մեր մշակութային ժառանգությունը մեր նավթն է, մեր գազը» «Պետք է ոչնչացնենք ցեղասպան մեքենան բոլոր միջոցներով» Իշխան Քիշիմիրյանի հարցազրույցը Նոբելյան մրցանակի հավակնորդ, տնտեսական գիտությունների դոկտոր, պրոֆեսոր,Հայկական գիտական կենտրոնի ղեկավար Մարտիկ Գասպարյանի հետ, «Հայաստանի Հանրապետություն» օրաթերթ, հրատարակիչ ԱՐՄԵՆՊՐԵՍ, թիվ 104 (7545), 9 հուլիսի 2021, էջ 1, 4
- Մոռացումը ոչ թե ժամանակի, այլ կործանման հետեւանք է ՅՈՒՆԵՍԿՕ-ի ղեկավարությամբ ռազմական մարմինների ստեղծումն արդեն անհրաժեշտություն է / Ելքը՝ հայկական մտածողությամբ: Գիտակցության հաղթանակի համար/ Իշխան Քիշմիրյան, Հայաստանի Հանրապետություն օրաթերթ, Նոյեմբերի 30, 2021
- ՀՀ գիտությունների ազգային ակադեմիայի պատմության ինստիտուտի նիստերի դահլիճում կայացած «Հայոց ցեղասպանության մշակութային եւ նյութական հետեւանքների հաղթահարման մեթոդաբանությունն ու գործիքակազմը» կոլեկտիվ մենագրության /հեղինակներ՝ Մարտիկ Գասպարյան, Անահիտ Աստոյան, Անի Ոսկանյան, Արմեն Մարուքյան/ շնորհանդեսի թեզերը և Մարտիկ Գասպարյանի զեկուցման թեզերը/
- Իսլամը մասնակից չէ թուրքերի՝ կրոնի ներքո գործած վայրագություններին, Լուսինե Մխիթարյան, «Հայաստանի Հանրապետություն» օրաթերթ, 9 նոյեմբերի 2021 թ., № 191 (7632), էջ 1-3
- Շնորհանդես՝ միտված հայության արթնացմանը։ Հաղթանակը հնարավոր է ջանքերի ու միջոցների կենտրոնացմամբ եւ միասնությամբ, Իշխան Քիշմիրյան, «Հայաստանի Հանրապետություն» օրաթերթ, 25 նոյեմբերի 2021 թ, № 2036 (7644), էջ 8

Статьи, написанные на основе работ М. Ю. Гаспаряна
- Шуваева-Петросян Е. Криптоармяне Турции-угроза Турции? Независимая общественно-политическая газета Новое время[135]
- Лебский М. Курды — народ, который нужен всем и никому[136]
- Сахинов Э. Встреча в Москве в связи с изданием книги «Грузинский синдром» // Юсисапайл[35]
- Булыга Р. Обзор научных, учебных и методических изданий по аудиторской деятельности, вышедших в 2008 и 2009 годах «Стандарты аудита — Практика Применения» // Энциклопедия «Экспертиза рынка аудита и консалтинга»[137]
- Литература рекомендованной московским филиалом Аудиторской Палатой России, «Стандарты аудита — Практика Применения» и «Методика обязательного и инициативного аудита» // журнал «Московский аудитор»[138]
- В Москве издана книга «Оценка историко-культурного наследия Армении»[139]
- В Москве вышла новая книга о Геноциде армян в Турции. О книге «Жизнь мёртвых продолжается в памяти живых» // Еркрамас[140]
- «Адольф, ты не прав: все помнят сегодня о Геноциде армян» — новая книга о Геноциде армян издана в России[141]
- Об истории и современных проблемах Джавахка в книге «Грузинский синдром», изданной в Германии // САРИнфо[142]
- Презентация книги об экономической оценке культурного наследия Армении прошла в Москве // Еркрамас[143]
- Об экономической оценке объектов культурного наследия Армении говорилось на Международной конференции в Москве // Еркрамас[144]
- Итоги II Международной конференции «Оценка и страхование объектов культурного наследия (памятников истории и культуры)»[145][146]
- Товмасян А. М. Надо учиться и расширять сферы деятельности // газета «Голос Армении», 25 сентября 2017[147]
- Товмасян А. М. Развороченный котелок и обручальное кольцо Александр Михайлович ТОВМАСЯН // газета «Голос Армении», 01 сентября 2017[148]
- Интервью с доктором экономических наук Мартиком Гаспаряном «Защита и сохранение культурных ценностей на пространстве Евразии» // Eurasia House, 12 февраля 2018[149]
- Шуваева-Петросян Е. АРМЯНСКИЕ ХУДОЖНИКИ СТАЛИ ПОЧЁТНЫМИ ЧЛЕНАМИ РОССИЙСКОЙ АКАДЕМИИ ХУДОЖЕСТВ, 13 апреля 2018[150]
- Clouds cannot Hide the Sun for Ages book released in Moscow (В Москве издана книга «Тучи не могут долго скрывать солнечный свет» о Геноциде армян) // Panarmenian.net[151][152]
- Книга «Культуроцид». О фундаментальной работе армянских ученных и публицистов 17.07.202[153]
- «Culturocide». Ouvrage capital rédigé par d’éminents scientifiques et publicistes arméniens 17.07.2021

- Ակադեմիկոս Մարտիկ ԳԱՍՊԱՐՅԱՆԸ մեծագույն վաստակի և արժանավործառայությունների համար պարգևատրվել է «Արժանապատվության» մեդալով, 06.07.2021[155]
- Академик Мартик ГАСПАРЯН награждён медалью «За заслуги», 06.07.2021[156]
- L’académicien Martik GASPARYAN s’est vu décerner la Médaille du Mérite, 06.07.2021[157]
- Академик Мартик ГАСПАРЯН награждён медалью «За заслуги», 06.07.2021[156]
- Academician Martik Y. GASPARYAN was awarded the Medal of Merit, 06.07.2021[158]
- Academician Martik Y. Gasparyan was awarded the highest distinction the order «For contribution to the development of society», 12.07.2021[159]
- Ակադեմիկոս Մարտիկ Գասպարյանին շնորհվել է բարձրագույնտարբերակման մրցանակ՝ «Հասարակության զարգացմանը նպաստելուհամար» շքանշանը, 12.07.2021[160]
- Академику Мартику Гаспаряну присуждена награда высшего отличия — орден «За вклад в развитие общества», 12.07.2021

- La plus haute distinction, la médaille «Pour contribution au développement de la société» a été décernée à l’académicien Martik Gasparyan, 12.07.2021[162]
- Газета «Айастани Анрапетутюн»: Цивилизационная роль Гарегина Нжде, 15 июня 2021

### Видео — материалы
- Интервью с академиком Мартиком Гаспаряном «Защита и сохранение культурных ценностей в Евразии»[163]
- Новогоднее поздравление Мартика Гаспаряна, академика РАЕН, Депутата Парламента Западной Армении, 2019[164]
- Мартик Гаспарян, «ЭкоГрад» и РАЕН о номинанте Международной экологической премии EcoWorld 2017, работающего с программой возвращения из забвения погибших и пропавших без вести в годы Великой Отечественной войны[165]
- В гостях TV «Ноян тапан» академик Мартик Гаспарян и профессор Арташес Микаелян[166]
- Передача 1. Пути экономического развития Армении, TV «Ноян тапан»[167]
- В гостях TV «Ноян тапан» ответственные Республики Западная Армения[168]

### Оценка Деятельности
Как известно, ЮНЕСКО — это специализированная организация ООН, которая занимается вопросами образования, науки и культуры во всем мире. В работу ЮНЕСКО вовлечено большое число экспертов, которые каждые пять лет представляют доклады по всем направлениям деятельности этой организации. Эти данные анализируются и используются для разработки мировой стратегии развития. Доклады, в частности по науке, представляются каждые пять лет и отражают полную картину состояния науки, технологий и инноваций в каждой стране всех регионов мира. Данные по каждой стране приведены в сравнении и включают число учёных, средства, выделяемые на исследования, оценку научной активности, технологии, инновации и т. д.
При этом, сегодня широко используется термин «наукометрия» (В. В. Налимов, З. М. Мульченко. Наукометрия. М., «Мысль», 1969, Г. Г. Азгальдов, Л. А. Азгальдова. Количественная оценка (квалиметрия). М., Издательство стандартов, 1971). Это определённая система оценки деятельности учёного или научной организации на основе количества опубликованных результатов в мировых рейтинговых журналах, а также цитирования, прикладного и инновационного значения научного результата при взаимодействии с частным или государственным сектором. В докладе приведены таблицы, в которых представлена полная информация по всем этим параметрам за пять лет, приводятся также и результаты предыдущего пятилетия. Эти данные позволяют объективно оценить достижения и недостатки, принять меры для решения существующих проблем. И что ещё очень важно — представленная информация может служить развитию международного сотрудничества в сфере науки.
Так, оценивая деятельность, М. Ю. Гаспаряна, стоит отметить, что на исследования Мартика Юриковича как первоисточник более ста раз ссылаются свободная общедоступная многоязычная универсальная энциклопедия Википедия (Wikipedia) и Большая советская энциклопедия (БСЭ), в том числе по следующим историческим вопросам: История Армении, Хронология истории Армении, Древнеармянский календарь или Айкадский календарь, Авельяц, Гротиц или Хротиц, Мегеки или Мехеки, Кагоц, Марери, Маргац, Тре, Ахекан, Арег, Арац, Пауль Кречмер, Навасард, Армавир, Монастырь Макараванк (Тарон), Хайаса, Есаи Нчеци, Випасанк, Фонд изучения армянской архитектуры, Ниссейские лошади, Кадж, Монастыри Меграгета, Монастырь Ахберк, Монастырь святых Апостолов (Муш), Храмовые книги, Звартноц.
Именно Мартик Гаспарян впервые поднял вопросы и проблемы криптоармян (скрывающие своё происхождение армяне), ставших с годами головной болью турецких националистов.
Данные М. Ю. Гаспаряна сравнивают и сопоставляют с мнениями таких авторитетных историков, как специализировавшегося на истории древнерусского, византийского и древнеармянского искусства, а также на итальянском искусстве эпохи Возрождения искусствоведа Виктора Никитича Лазарева и учёного-археолога, востоковеда Бориса Борисовича Пиотровского в работе «Курды — народ, который нужен всем и не нужен никому».
По словам всемирно известного учёного Самвела Самвеловича Григоряна работы М. Ю. Гаспаряна составляют такую же непреходящую абсолютную ценность, как труды уже покойного профессора Ю. Г. Барсегова, содержащие уникальную коллекцию документов и свидетельств о чудовищном геноциде армянского народа, учинённого на его исторической Родине захватчиками-турками, и представляет собой ещё одну такую же коллекцию с новым собранием уникальных материалов.
Мартик Гаспарян один из первых поднял свой голос против демонтажа памятника генерала-византиниста Андраника в России, обратился к политическим и церковным лидерам Армении и Украины с целю обсудить вопросы разрушающегося и незаслуженно преданного забвению дома-музея музыкальной культуры им. А. А. Спендиарова, впервые поднял вопрос о трагедии Таманской дивизии при взятии Керчи, о виновных и списке погибших, выявил местонахождение армянских церквей в Южной Осетии, поднял вопросы для спасения этих церквей от исчезновения и принял меры для восстановления от разрушения, подписал обращение о пересмотре Московского договора, написав при этом Судебную экспертизу Пакта Ленина и Ататюрка, которая распространилась по Европе на немецком языке.
Как эксперт книги Александра Сосноского «Грузинский синдром», Мартик Юрикович впервые поднял проблемы Давахка. Книга на немецком и английском языках на бумажных и электронных носителях шагала по Европе и информации немецкого МИД, стала настольной книгой для общественно-политических деятелей по всему миру.
На международных научных и профессиональных форумах и в своих исследованиях он десятилетиями поднимает вопросы международного признания Геноцида армян, права требования армянского народа, оценки ущерба от культуроцида для репарации и реституции, справедливого представления процесса разрешения проблемы Арцаха и Джавахка.
М. Ю. Гаспарян со всех концов мира собирает новые карты об Армении и публикует их одним из первых, чем пополняет коллекцию английского учёного-картографа армянского происхождения Рубена Галчяна и вновь подтверждают тот факт, что армянский народ всегда был коренным на Армянском нагорье и дают ответ азербайджано-турецким крупномасштабным историко-географическим фальсификациям, осуществляемым в отношении армянского народа и истории Армении.
В научных кругах и во всемирной паутине Гаспаряна М. Ю. представляют как представителя армянской знаменитой школы историков, созданной в тяжёлые дни Великой Отечественной войны 1943 года всемирно известным учёным Иосифом Орбели, которая не взирая советскую политическую школу, смогла стать традиционной.

## Общественная деятельность

### Членство
- Российское Общество Оценщиков (РОО)[169]
- Институт профессиональных бухгалтеров России (ИПБР)[170]
- Некоммерческое Партнёрство Аудиторская Ассоциация Содружество (ААС) (уполномоченный эксперт по контролю за качеством аудиторской деятельности)[171]
- Союз «Финансово-экономических судебных экспертов»[172]
- Экспертный Совет Контрольно-счётной палаты Москвы (Советник Председателя Контрольно-счётной палаты Москвы) Армянская национально-культурная автономия г. Москвы[173]
- Правление Московского отделения Аудиторской Палаты России
- Комиссия «Лучший аудитор года» Московского региона
- Международный редакционный совет журнала «Аудит» (входит в Перечень ВАК России)[174]
- Дискуссионный клуб «Евразийская континентальная альтернатива», штаб-квартире ЕОЭС
- Национальная Ассоциация участников рынка коммерческой недвижимости (главный эксперт)
- Экспертно-нормативный центр Российской академии художеств
- Ялтинский цивилизационный клуб /Автономная некоммерческая организация «Международный институт Сорокина и Николая Кондратьева» (АНО МИСК)/
- Бюро Научного Совета РАН по комплексным проблемам евразийской экономической интеграции, модернизации, конкурентоспособности и устойчивому развитию под председательством академика РАН Глазьева Сергея Юрьевича
- Член Союза писателей Армении
- Действительный член канадской̆ академии «International Informatization Academy»
- Почетный член Армянского культурно-просветительского общества «Арарат»
- Член редакционной коллегии научного издания Национальной академии наук Армении «Армянский экономический журнал» (Հայկական տնտեսագիտական հանդես, Armenian Economic Journal)
- Член Научно-редакционного совета журнала «Партнерство цивилизации», который издается Международным институтом Питирима Сорокина-Николая Кондратьева (МИСК), Институтом экономических стратегий (ИНЭКС), при участии факультета глобальных процессов МГУ им. М. В. Ломоносова, Центра партнёрства цивилизаций МГИМО (У), Института Европы РАН, Института Дальнего Востока РАН, при содействии МИД России с 2012 года и Федерального агентства по делам Содружеств Независимых Государств (СНГ), соотечественников, проживающих за рубежом, и по международному гуманитарному сотрудничеству, при информационной поддержке Организации по поддержке глобальной цивилизации (КНР), Ливано-Российского дома, на русском и английском языках

### Председательство
- Ревизионная комиссия Некоммерческого Партнёрства «Партнёрство содействия деятельности фирм, аккредитованных российским обществом оценщиков» (НП «Партнёрство РОО»)[175]
- Ревизионная комиссия Московского Регионального Отделения (МРО) РОО[176]
- Ревизионная комиссия Некоммерческого Партнёрства «Аудиторской Ассоциации Содружество» (НП ААС)[171]
- Общественный совет «Евразийский дом»
- Дискуссионный клуб «Евразийская континентальная альтернатива», штаб-квартире ЕОЭС

## Участие в международных конференциях
- Международная конференция Проекта ТАСИС «Осуществление реформы аудита в РФ» под эгидой Делегации Европейского Сообщества в РФ и МФ РФ по обучению контролёров качества аудита, 18.06.2006
- XVI Международная конференция оценщиков «Концепция развития оценки до 2012 г. в условиях саморегулирования», 26.06.2008
- Международная конференция «Оценка объектов культурного наследия (памятников истории и культуры)», 10.11.2008
- XXXVII Международная научно-практическая конференции «Татуровские чтения»: «Комплексный экономический анализ и его информационное обеспечение», приуроченная к юбилею заслуженного профессора МГУ Анатолия Даниловича Шеремет, 18.09.2009
- «Абхазский деловой форум», 9.10.2009
- Международная конференция «Оценка и страхование объектов культурного наследия (памятников истории и культуры)», 25.11.2009 г.
- XXXIX Международная научно-практическая конференции «Татуровские чтения»: по теме «Реформирование бухгалтерского учёта, аудита и бухгалтерского образования в соответствии с международными стандартами», 29.06.2011
- III ежегодная бизнес-конференция «Финансы для агрохолдингов. Уроки кризиса и стратегия будущего», 19.05.2010
- VIII Всероссийское собрание бухгалтеров и аудиторов, 27.05.2010
- Российско-Французский бизнес-форум «Опыт и потенциал сотрудничества в области сельского хозяйства», 28.05.2010
- Ежегодная 42-я Международная научно-практическая конференция «Татуровские чтения» на тему: Комплексный экономический анализ и его информационное обеспечение, 12 сентября 2014 года в Московском государственном университете имени М. В. Ломоносова. Конференция была посвящена 85-летию Заслуженного профессора МГУ, Заслуженного деятеля науки РСФСР, заслуженного экономиста РФ, доктора экономических наук Анатолия Даниловича Шеремета, Режим доступа электронного ресурса:[177]
- Международная конференция на тему «Историко-культурное наследие Армянского нагорья», организованная Национальной академией наук РА, Ереванским государственным университетом, «Службой по охране исторической среды и историко-культурных музеев-заповедников» ГНО при Министерстве культуры РА и Государственным университетом Арцаха, с 24 июня по 1 июля 2012 г., г. Ереван, тема доклада: Экономическая оценка историко-культурного наследия Армянского нагорья, Материалы международной научной конференции (на армянском и английском языках), Ереван, издательство Ереванского государственного университета, 2012, с.205-206, Режим доступа электронного ресурса:[178]
- Международная научная конференция «Проблемы сохранения историко-культурного наследия». Форум был приурочен к 25-летию основания государственной некоммерческой организации «Служба по охране исторической среды и историко-культурных музеев-заповедников» («Служба охраны») Министерства культуры РА, 25-27 сентября 2013 г. Ереван. Тема доклада: Экономическая оценка культурного наследия Армянского нагорья, ущерба культуроцида и последствия геноцида, Сборник материалов научной конференции, Ереван, ГНО «Служба по охране», 2013, ст. 37-38, Режим доступа электронного ресурса:[179]
- Международная конференция в Гамбурге «Экономическая эффективность Северного морского пути», 10.09.2015 , The arctic — perspectives on a seaway, 10 September 2015 BHM PENLAW, Impressum, Verantwortlich fur den Inhalt: Philipp Hermes und Friedrum Reinhold, Alle Texte und Fotografien sind Urheberrechtlich geschutzt
- III московский юридический форум, Х международная научно-практическая конференция (Кутафинские чтения) «Развитие российского права: новые контексты и поиски решения проблем», XV Международная научно-практическая конференция «Традиции и новации в системе современного российского права», Международная научно-практическая конференция «Экспертиза против коррупции». Тема: Тенденции развития судебно-бухгалтерской экспертизы при расследовании преступлений коррупционной направленности[180]
- Круглый стол «Судоходство в Арктике: вызовы и возможности для сотрудничества», Российский совет по международным делам (РСМД), 13.04.2016, Москва
- VI Научно-практическая конференция, посвящённой экологическим проблемам Московского региона, круглый стол: «Новые научно-технические подходы к решению экологических проблем мегаполисов», 17.10.2016, Москва
- Учредительное собрание Евразийского центра высоких технологии, МГУ им. М. В. Ломоносова, 14.10.2016, Москва
- Научно-практическая конференция «Теория и практика судебной экспертизы при рассмотрении экономических споров и дел в уголовном, гражданском, арбитражном и административном судопроизводстве», Российская государственный университет правосудия, 23.11.2016, Москва
- Международная научная конференция «Геноцид армян и проблема возмещения в секции „Правовые вопросы и культурно-цивилизиционные потери армянского народа вследствие Геноцида армян“», Национальная академия наук Республики Армения и Ереванский государственный университет, 22-23.11.2016, Ереван
- Ялтинский клуб — Совместное заседание Учёного совета Евразийского центра глобального моделирования, прогнозирования и стратегического планирования и Научно-экспертного совета Евразийского центра высоких технологий, Международного института Питирима Сорокина-Николая Кондратьева, Ассоциации «Прогнозы и циклы», Отделения цивилизационных исследований и Отделения исследования циклов и прогнозирования РАЕН, Открытого университета диалога цивилизаций, Организации по поддержке глобальной цивилизации, Институт экономических стратегии Отделения общественных наук Российской академии наук (ИНЭС), 22.12.2016, Москва
- Расширенное заседание Бюро Научного Совета РАН по комплексным проблемам евразийской экономической интеграции, модернизации, конкурентоспособности и устойчивому развитию, были рассмотрены предложения по развитию экономической интеграции и созданию институциональных механизмов по сопряжению ЕАЭС и Экономического пояса нового Великого Шёлкового пути, Президиум РАН, 22.12.2016, Москва
- Московский Экономический Форум «Стратегия — 2025. Экономика расцвета», МГУ им. М. В. Ломоносова, 30.03.2017, Москва
- Круглый стол «Заседание Бюро Научного совета РАН по комплексным проблемам евразийской экономической интеграции, модернизации, конкурентоспособности и устойчивому развитию», 30.03.2017, Москва
- Совместное заседание Московского Экономического Форума и Бюро Научного совета РАН по комплексным проблемам евразийской экономической интеграции, модернизации, конкурентоспособности и устойчивому развитию, 30.03.2017, Москва
- Круглый стол на тему «Универсальные традиционные ценности. Диалог культур и религий» в рамках деятельности дискуссионного клуба «Евразийская континентальная альтернатива», Штаб-квартира Евразийской Организации Экономического сотрудничества (ЕОЭС), 20.04.2017, Москва
- Круглый стол «Практика экспертизы и оценки требований (проблемной задолженности)», Российский государственный университет правосудия при Верховном суде Российской Федерации, Союз «Финансово-экономических судебных экспертов», Союз «Федерация специалистов оценщиков», Тема доклада: «Экспертиза всемирного культурного наследия, объектов наследия субъектов международного права и проблем достояния нацменьшиств», 22.04.2017, Москва
- Круглый стол «Актуальные вопросы экономики недвижимости города Москвы. Условия ведения бизнеса. Снижение административных барьеров», Комитет ТПП РФ по предпринимательству в сфере экономики недвижимости, Московская ТПП, Контрольно-счётная палата Москвы, Национальная ассоциация участников рынка коммерческой недвижимости, Тема доклада: «Рынок коммерческой недвижимости, проблемы и перспективы его развития», 23 марта 2017, Москва
- Международная археологическая конференция «Мецаморские чтение I», посвящённая итогам полевых исследований и раскопок 2016 года проведённом в одном из самых известных древнейших уникальных археологических памятников мировой культуры циклов бронза-железа Ближнего Востока — Крепости-поселении «Мецамор», 27-28.09.2017, Ереван-Мецамор[49][181][182]
- Конференция в честь 85-летнего юбилея Абхазского государственного университета, 17 октября 2017 год, Сухум
- Двухдневная уникальная международная научная конференция, посвящённая 50-летию Дома-музея выдающегося армянского художника Мартироса Сарьяна, 26—27 октября 2017 года, Ереван
- Международный научный конгресс «Глобалистика-2017», 25—30 сентября 2017 год, Москва
- Заседание Ялтинского цивилизационного клуба, доклад Председателя АРМАЕН, академика Гаспаряна М. Ю. по теме: «Interrelation of the Armenian civilization with Sumerian and Ancient Egyptian, as civilizations of the first generation in the space of Eurasia» (Взаимосвязь армянской цивилизации с шумерской и древнеегипетской, как цивилизаций первого поколения в пространстве Евразии), Международный институт Питирима Сорокина-Николая Кондратьева, Институт экономических стратегий РАН, Центр стратегических исследований МГУ имени М. В. Ломоносова, 26 сентября 2017 года, Москва
- Заседание Ялтинского цивилизационного клуба, доклад Председателя АРМАЕН, академика Гаспаряна М. Ю. по теме: «The civilization emergence in the Armenian Highlands» (Возникновение цивилизации на Армянском нагорье), Международный институт Питирима Сорокина-Николая Кондратьева, Институт экономических стратегий РАН, Центр стратегических исследований МГУ имени М. В. Ломоносова, 31 октября 2017 года, Москва
- Заседание Ялтинского цивилизационного клуба, доклад Председателя АРМАЕН, академика Гаспаряна М. Ю. по теме: «Уничтожение всемирного наследия и культурных ценностей народов мира является одним из грозных вызовов для современного мира цивилизаций», Международный институт Питирима Сорокина-Николая Кондратьева, Институт экономических стратегий РАН, Центр стратегических исследований МГУ имени М. В. Ломоносова, 25 апреля 2017 года, Москва
- Заседание Ялтинского цивилизационного клуба, доклад Председателя АРМАЕН, академика Гаспаряна М. Ю. по теме: «ARMENIA AS THE ORIGINAL CENTER OF EURASIAN CIVILIZATION» (АРМЕНИЯ КАК ПЕРВОНАЧАЛЬНЫЙ ОЧАГ ЕВРАЗИЙСКОЙ ЦИВИЛИЗАЦИИ), Международный институт Питирима Сорокина-Николая Кондратьева, Институт экономических стратегий РАН, Центр стратегических исследований МГУ имени М. В. Ломоносова, 20 февраля 2018 года, Москва
- XXIX междисциплинарная дискуссия «Политическая экономия цивилизаций — фундаментальная основа долгосрочных стратегий», организованной: Международным институтом П. Сорокина — Н. Кондратьева; Институтом экономических стратегий; Центром стратегических исследований МГУ имени М. В. Ломоносова; Евразийским центр ом глобального моделирования, прогнозирования и стратегического планирования; Ялтинским цивилизационным клубом; Ассоциаций «Прогнозы и циклы», 27 марта 2018 года, Москва[183]
- Международная научно-практическую конференцию «Приоритеты и перспективы эколого-экономического развития: региональный и муниципальный аспекты», тема доклада: «ЭКОЛОГО-ЭКОНОМИЧЕСКАЯ ОЦЕНКА КУЛЬТУРНОГО НАСЛЕДИЯ», Секция межотраслевых эколого-экономических системных исследований РАЕН, конференц-зал Министерства образования и науки Российской Федерации, 29 марта 2018 года, Москва
- Круглый стол: «Теория и практика судебной экспертизы при рассмотрении экономических споров и дел в уголовном, гражданком, арбитражном и административном судопроизводстве», тема докладов: «Квалиметрическая методика оценки культурного наследия и ущерба, нанесённого культурному наследию, от „культуроцида“ и геноцида для репараций и реституций», «Уничтожение всемирного наследия и культурных ценностей народов мира является одним из грозных вызовов для современного мира цивилизаций», Российский государственный университете правосудия, Союз Финансово-экономических судебных экспертов, 28 марта 2018 года, Москва
- Торжественные мероприятия «Горис-культурная столица СНГ 2018 года», Предложения. Вручение наград. Передача регалии Почётных званий. 7-8 июля 2018, город Горис, Республика Армения
- I Международный Конгресс социальных технологов «Социальные технологии регулирования интеграционных процессов в Евразийском экономическом союзе», Институт социально политических исследовании (ИСПИ) РАН, Академия наук социальных технологий и местного самоуправления (АНСТиМС), 6 сентября 2018 года, Москва
- Заседание Ялтинского цивилизационного клуба, доклад Председателя АРМАЕН, Академика М. Ю. Гаспаряна по теме: «Современные цивилизационные вызовы, угрозы и риски физической утраты (разрушения) культурного наследия», Международный институт Питирима Сорокина-Николая Кондратьева, Армянский научный центр РАЕН (АРМАЕН), Институт экономических стратегий РАН, Открытый университет диалога цивилизации, Центр стратегических исследований МГУ имени М. В. Ломоносова, 17 августа 2018 года, Москва
- Международная научно-практическая конференция «Баку, 1918 г. Продолжение политики Геноцида армян в Азербайджане…» (К 100-летию Памяти жертв массовой резни армян в сентябре 1918 г. в Баку), доклад Председателя АРМАЕН, Академика М. Ю. Гаспаряна по теме: «Квалиметрическая оценка уничтоженного армянского средневекового хачкарного поля в Старой Джухе на территории Нахиджевана для репараций и реституций», Институт истории Национальной Академии наук Армении, Национальное собрание Республики Арцах, 14-15 сентября (Ереван), 17 сентября (Степанакерт) 2018
- VII Международная научно-практическая конференция «Теория и практика судебной экспертизы в современных условиях», секция «Экономические экспертизы в судопроизводстве» в рамках обсуждения актуальных проблем судебно-экспертной деятельности в области экономики и финансов: доклад академика М. Ю. Гаспаряна «Парадигма права требования, подходов квалиметрической оценки и судебной экспертизы ущерба от последствия финансово-экономического Геноцида армян для репарации и реституции», кафедра судебных экспертиз и Институт судебных экспертиз Университета имени О. Е. Кутафина (МГЮА) совместно с АНО «Содружество экспертов МГЮА имени О. Е. Кутафина», 17-18 января 2019, Москва
- IX Международная научно-практическая конференция «Стандартизация, сертификация, обеспечение эффективности, качества и безопасности информационных технологий», Комитет РСПП по техническому регулированию, стандартизации и оценке соответствия и группа компаний «ИТ-стандарт», ТК-МТК- 22 «Информационные технологии», представители Евразийской экономической комиссии, Министерства промышленности и торговли РФ, Росстандарта, научных и промышленных организаций, представители Немецкого института стандартов (DIN), Немецкой комиссии по электронным и электротехническим товарам (DKE), крупных немецких компаний и бизнес-ассоциаций, Российский технологический университет — МИРЭА, 11 и 12 марта 2019[184]
- Международная конференция «Наш дом — Евразия», Проводится в рамках проекта «актуализация наследия российской интеграции народов и культур в формате „мягкое силы“ современной России на евразийском пространстве», реализуемого АНО «Международный институт Питирима Сорокина — Николая Кондратьева» с использованием гранта Президента Российской Федерации на развитие гражданского общества, предоставленного фондом Президентских грантов: Доклад Гаспаряна Мартика Юриковича — председателя Армянского научного центра РАЕН (АРМАЕН), вице-президента Международной академии духовного единства и сотрудничества народов мира (МАДЕНМ), члена Президиума РАЕН по теме: «Современные угрозы и вызовы по сохранению культурного наследия в Евразии» , Торгово-промышленная палата РФ, 27 сентября 2018, Москва[185]
- IX Съезд некоммерческих организаций России, Общенациональный союз некоммерческих организаций, 18-21 декабря 2018, Москва[186]
- Международный геополитический конгресс «Глобальная безопасность и научно-технический прогресс», 27-29 марта 2019, Москва (International Geopolitical Congress on Global Security and Scientific-technical Progress, Russian Academy of Sciences; Russian Academy of Missile and Artillery Sciences; the community of scientists of the World Advanced Research Project (WARP); International Civic Association «Russian service of peace»; International Ecological Association «Living Planet»; International Union of Civic Associations «All-Slavic Union», March 27-29, 2019, Moscow)
- Междисциплинарная Дискуссия на тему «Глобальный цивилизационный кризис — старт новой исторической эпохи» (Конгресс «Глобалистика-2020»)
- Заседание Интеллектуального клуба России: Развитие российских интеллектуальных ресурсов и мира[187]
- Встреча Парламентариев Западной Армении в Ялтинском цивилизационном клубе — международном центре на базе Института экономических стратегий (ИНЭС)
- Международная научно-практическая конференция, посвящённая 100-летию резни армянского населения Шуши, «Геноцидальное поведение Азербайджана: история и современность, (от политико-правовой оценки к международному суду)», (22 −25 марта 2020 г., г. Шуша)
- Выступление номинанта Нобелевской премии 2020 г. по Экономике и Мира на 43 сессии Совета ООН по правам человека /СПЧ/ 03 марта 2020 года в европейской штаб-квартире ООН в Женеве[188]
- Международная конференция, приуроченная к столетию подписания Московского договора (16 марта 1921 г.) «Геноцид и Первая Мировая война. Международные договоры. Исторические параллели», 15 марта 2021 г. Москва. Президент Отель
- Круглый стол-обсуждение, посвященное 100-летию Московского договора, 18 марта 2021 г., Ереван, Национальная академия наук (НАН) Армении
- Круглый стол-обсуждение на тему «Геноцид армян: Ответственность Турции вчера — сегодня», 20 апреля 2021 г, Ереван, Национальная академия наук (НАН) Армении
- Международная конференция «Годовщина геноцида армян в Османской империи», 26 апреля 2021 г, Москва, Институт стран СНГ
- Научная конференция по теме: «ЛернаАйастан» — 100, 25-26 апреля 2021, Горис, Татев, Институт Истории Национальной академии наук (НАН) Армении
- Международная конференция «Ответственность ООН по защите культурного наследия древних народов от культуроцида» 2-3 ноября 2021 г. в Санкт-Петербурге, посвященная 70-летию вступления в силу Конвенции ООН о предупреждении преступления геноцида и наказания за него
- 47 Междисциплинарной дискуссии «Формирование интегральной парадигмы обществознания и перспективы социодемографической динамики цивилизаций», посвященной 25-летию Отделения исследования циклов и прогнозирования РАЕН, 28 октября 2021 года, г. Москва (Тема доклада М. Гаспаряна: Формирование интегральной парадигмы обществознания и российские междисциплинарные школы обществознания, проблемы социодемографической динамики цивилизаций)
- 16 Цивилизационный форум в рамках 41 Генеральной конференции ЮНЕСКО «Перспективы становления космической цивилизации и сбережения цивилизационного и культурного наследия и разнообразия», г. Москва — Париж — Нижний Новгород, 16 ноября 2021 г., (Тема доклада М. Гаспаряна: Стратегия сбережения цивилизационного и культурного наследия и разнообразия)
- Международная научная конференция Сюник: Цитадель цивилизаций, Татев-Капан, Сюник (Армения), 26-29 сентября 2021 г., (Тема доклада М. Гаспаряна: Угрозы и вызовы цивилизации в мирное время, от военных действий и терроризма", «Культуроцид: вызовы и угрозы современной цивилизации»)
- Международная научно-общественная конференция «Культура и цивилизация. Проблемы и пути взаимодействия», 9-10 октября 2021 г., Москва (Тема доклада М. Гаспаряна: Культуроцид: вызовы и угрозы современной цивилизации)
- Международная научная конференция "«Актуальные проблемы Кавказского региона. Возможности и Проблемы», Центр Кавказоведения Университета Месроп Маштоц, 27 ноября 2021 г., г. Степанакерт (Тема доклада М. Гаспаряна: Культуроцид: вызовы и угрозы современной цивилизации)
- Доклад академика М. Ю. Гаспаряна на презентации сборника в соавторстве А. Марукяна, М. Гаспаряна, А. Астоян и А. Восканян «Методология и инструменты преодоления культурных и материальных последствий Геноцида армян», опубликованного Национальной академией наук Армении и Институтом истории НАН Армении, 24 ноября 2021 г., НАН РА, Ереван[189]
- Интервью об итогах и значении состоявшейся в Матенадаране Первопрестольного Святого Эчмиадзина 22 ноября 2021 года презентации 4-х книг: «Столетие подписания Московского и Карского договоров 1921 г. и проблемы денонсации» (арм. «Մոսկվայի եւ Կարսի պայմանագրերի 100-ամյակը. չեղարկման խնդիրները»), «Культуроцид» (арм. «Մշակութային ցեղասպանություն»), «Горная Армения» («ЛернаАйастан») — арм. («Լեռնայաստան» («Լեռնային Հայաստան»), «Методология и инструменты преодоления культурных и материальных последствий Геноцида армян» — сборник научных трудов Института истории НАН РА, куда вошли научные работы по методологии оценки ущерба культурного наследия нашего народа от последствий Геноцида армян (арм. ՀՀ ԳԱԱ Պատմության ինստիտուտի գիտական աշխատությունների ժողովածու «Հայոց ցեղասպանության մշակութային եւ նյութական հետեւանքների հաղթահարման մեթոդաբանությունն ու գործիքակազմը»)[190]
- Встреча с членами общины, 5 декабря 2021 г., Санкт-Петербург (Тема доклада М. Гаспаряна: «Геноцид: исторические корни и особенности в политике турецких властей»)[191]
- Круглый стол с обсуждением возможных путей сотрудничества «Практические шаги российско-армянского сотрудничества» с участием российских и армянских независимых экспертов, 5 декабря 2021 г., Санкт-Петербург (Тема доклада М. Гаспаряна: «Стратегия сбережения цивилизационного, научного и культурного наследия и разнообразия& Теория и стратегия диалога и партнерства цивилизаций в социокультурной сфере при ведущей роли России», на основе инициированного проекта Всеобщей декларации ЮНЕСКО по стратегии диалога и партнёрства цивилизаций в сфере науки, культуры, этики и образования: «Культура спасет мир», «Диалог культур в глобальном мире», «Проблемы по охране объектов наследия и культурных ценностей, пути разрешения предстоящих задач»)[192]
- Посещение экспертами Армянской Апостольской церкви и Учебно-воспитательного центра им. Лазаревых при Армянской церкви, 5 декабря 2021 г., Санкт-Петербург (Тема выступления М. Гаспаряна: «Армения в мировой картографии» Рубена Галчяна)[193]
- Встреча-дискуссия в рамках Международного дня памяти жертв преступления Геноцида, чествования их достоинства и предупреждения этого преступления, а также дня памяти жертв землетрясения 7 декабря 1988 года, при участии Вардана Хачатряна, Александра Сваранца (Москва), Левона Бекларяна (Москва), Мартика Гаспаряна (Москва) и Валерия Петросяна (Тема доклада М. Гаспаряна: «Культуроцид: угрозы и вызовы современного мира цивилизации» «Схожесть Непала и Армении — землетрясения»)[194]
- Выставка-презентация новых книг «Культуроцид», «ЛернаАйастан», «Столетие подписания Московского и Карского договоров 1921 года и проблемы их денонсации» (на армянском, русском, английском и французском языках) и коллективного сборника в соавторстве А. Марукяна, М. Гаспаряна, А. Астоян и А. Восканян «Методология и инструменты преодоления культурных и материальных последствий Геноцида армян», недавно опубликованного Национальной академией наук Армении и Институтом истории НАН Армении, прошедшая в Матенадаране «Ваче и Тамар Манукян» Первопрестольного Святого Эчмиадзина, 22 ноября 2021 года, по благословению Его Святошества Католикоса всех армян и Верховного патриарха

## Проекты
- Анализ и аудит финансово-хозяйственной деятельности, независимая профессиональная оценка стоимости имущества для составления и последующей трансформации консолидированной финансовой. (управленческой) отчётности в предприятиях авиационной и ракетнокосмической отраслей, Минатома, электросетей и облгазов, инвестиционных фондах, кредитных организациях, а также российских предприятий в Крыму, Абхазии, Армении, Казахстане, Южной Осетии и др.
- Реформирование бухгалтерского учёта (финансовой отчётности) в Республике Абхазия.

…Основные результаты реформирования учёта и отчётности в Абхазии приняты к внедрению и используются в Министерстве финансов РА, Министерства по налогам и сборам, Национального банка, Управления государственной статистики, государственным внебюджетными фондами Абхазии и профессиональном сообществе, в части улучшения ими их экспертноаналитической, законотворческой, методической и педагогической деятельности, в частности рекомендации по консолидации и трансформации абхазского учёта и отчётности на МСФО; по разработке концепции разделения учёта на финансовый, управленческий и налоговый, как это принято в международной практике; по экспресс анализу финансово-хозяйственной деятельности субъекта предпринимательства…
- Подготовка инвестиционных атласов Республики Абхазия и Республики Южная Осетия.
- Подготовки Положения о Секретариате московской патриархии по зарубежным учреждениям для Русской Православной Церкви (РКЦ).
- Проект международный благотворительный марафон всемирно известного художника и архитектора действительного члена РАЕН Фридона Асланяна «SOS Непал», по сбору средств в помощь пострадавшим от страшного стихийного бедствия в Непале, подготовка материала «СХОЖЕСТЬ рельефа и исторической географии Непала и Армении».
- Проекта создания значка (эмблемы) «ПРАВО ТРЕБОВАНИЯ» на де-факто и де-юре титул над государством Армения, определённым Арбитражным решением 28-го Президента США Вудро Вильсоном для репараций и реституций. Мартик Гаспарян является инициатором и организатором проекта. Автор эскиза значка — скульптор, художник, карикатурист, член-корреспондент РАЕН Арутюн Григорьевич Чаликян. Значок изготовлен на Ереванском ювелирном заводе, при весомым содействий большого патриота, директора, Почетного члена РАЕН — Эмиля Гургеновича Григоряна. Руководитель проекта создания значка — академик РАЕН, д.э.н., профессор Арташес Давидович Микаелян, Финансовая поддержка для реализации проекта создания значка «ПРАВО ТРЕБОВАНИЯ», а также других многочисленных благотворительных национальных проектов — Левон Григорьевич Маркос.

## Служба
1982—1984 служба в Советской Армии: Среднеазиатский и Туркестанский военные округа (Панфиловская дивизия и ДРА).

## Семья
М. Ю. Гаспарян проживает в Москве со своей женой Мирзоян Марине Гарниковна (врачом, эхокардеологом). Имеет дочь, Гаспарян Лусине (1992 года рождения), и сына, Гаспарян Тигран (1996 года рождения), оба находятся в браке. М. Ю. Гаспарян также имеет двух внуков, Гаспара и Кима.

## Награды
Почётные Грамоты:
- 1984 г., Панфиловской дивизии
- 1988 г., ЦК ВЛКСМ
- 2009 г., Института профессиональных бухгалтеров Московского региона (ИПБ МО)
- 2012 г., Института профессиональных бухгалтеров и аудиторов России (ИПБАР)
- 2013 г., Министерства культуры Республики Армения (Минукльт Армении)

Благодарности:
- 2012 г., Министерство Финансов Республики Абхазия (МФ РА)
- 2014 г., Института профессиональных бухгалтеров Московского региона (ИПБ МР)
- 2015 г. Управления государственной статистики Абхазии
- 2013 г., Некоммерческого Партнёрства "Ассоциация Аудиторов «Содружество» (НП ААС)
- 2015 г., Абхазского государственного университета (АГУ)
- 2012 г., Государственного академического русского хора им. А. В. Свешникова
- 2021 г., Бреве (обращение) Папы Римского в связи с презентацией изыскания (монографии) профессора Мартика Гаспаряна «Культуроцид» в Матенадаране «Ваче и Тамар Манукян» Первопрестольного Святого Эчмиадзина

Статуя Фемиды:
- Некоммерческого Партнёрства "Финансово-экономических судебных экспертов (НП ФЭСэ) за подготовку финансово-экономических судебных экспертов в области культурного наследия и художественных ценностей

Почётное Звание:
- 2014 г., Почётный гражданин г. Мислата (Валенсия, Испания)

Ценные подарки-памятные монеты:
- 1975 г. Памятная юбилейная монета «Тридцать лет Победы в Великой Отечественной войне 1941—1945», за создание "Банка данных всех призывников, участников, ветеранов, партизан, инвалидов и участников сопротивления из города Гориса и Горисского района Арм. ССР, выходцев из разных союзных республик Советского Союза и стран мира в Великой Отечественной и во Второй мировой войнах и инициирование распространения этого движения по всей стране
- 1979 г. Памятная монета «XXII Олимпиада, Москва, 1980», за инициативу и организацию общественного движения школьной и учащейся молодёжи по строительству Горисского городского футбольного поля
- 1985 г. Памятная монета «За солидарность, мир и дружбу», за инициативу, организацию и непосредственное участие во всесоюзном молодёжном движении «Производим только качественный товар» к XII Всемирному фестивалю молодёжи и студентов (WFYS)
- 1985 г. Юбилейная памятная монета «Отечественная война, 1945—1985», за организацию поискового движения без вести пропавших солдат-красноармейцев армянских национальных дивизий в Керчи
- 1986 г. Памятная монета «М. В. Ломоносов (1711—1765)», за доклад по теме «Социально-экономические взгляды средневекового (XIV—XV вв.) армянского философа, богослова и педагога, ректора Татевского университета, главного представителя татевской школы армянской философии Григора Татеваци — основателя первого высшего учебного заведения на территории СССР» на Всесоюзной конференции в НИИЭП при Госплане СССР и Экономическом факультете МГУ им. В. М. Ломоносова
- 1989 г. — 1991 г. Юбилейные памятные монеты «Карл Маркс (1818—1883)» и «Фридрих Энгельс (1920—1895)», за активную научно-исследовательскую деятельность в области методологии анализа экономических систем, истории экономической мысли, марксоведения, анализа процесса производства капитала, теории прибавочной стоимости и развития экономической теории К. Маркса под руководством заведующего кафедрой экономических наук Одесской высшей партийной школы при ЦК КПСС и Института политологии Одесского университета им. И. И. Мечникова, д.э.н., профессора Игоря Андреевича Болдырева.
- 1990 г. Юбилейная памятная монета «Ленин 1870—1970», за доклад по теме «Армянский вопрос в творческой лабораторий Ильича» на научной конференции Института политологии и социального управления Одесского государственного университета им. И. И. Мечникова, рецензенты: сопредседатель армянской национальной культурной автономии при Одесском областном Совете народных депутатов, секретарь парткома Одесского государственного университета, доцент Левон Хачикович Галустян, заведующий кафедрой истории ОИПиСУ ОГУ, к.и.н., доцент Владимир Михайлович Чумак
- 1990 г. Памятная монета «Матенадаран (Ереван 1959)», за доклад по теме «Армянская иероглифическая система, идеограммы на петроглифах Ухтасара Сюника, космос на наскальных рисунках Гехамских гор» на международной научной конференции Армянской общины Москвы (АОМ), рецензент: заслуженный профессор МГУ им. В. М. Ломоносова, действительный член (академик) Академии Наук СССР, АН Арм. ССР Самвел Самвелович Григорян
- 1991 г. Памятная монета «Памятник Давиду Сасунскому», за доклад по теме «Древняя языческая библия — эпос „Сасна црер“, о нас и о мире» на межрегиональной научной конференции Региональной национально-культурной автономии армян, рецензент: заслуженный профессор МГУ им. В. М. Ломоносова, действительный член (академик) Академии Наук СССР, АН Арм. ССР Самвел Самвелович Григорян
- 1991 г. Памятная монета «Армения», за монографию «Армянское плато-колыбель цивилизации» на Международной научной конференции Международной Академии Духовного Единства Народов Мира (МАДЕНМ), Региональной национально-культурной автономии армян (РНКАА), рецензент: заслуженный профессор МГУ им. В. М. Ломоносова, действительный член (академик) Академии Наук СССР, АН Арм. ССР Самвел Самвелович Григорян
- 2007 г., Серебряные памятные монеты из серии «Исторические памятники Абхазии»
- 2013 г., Золотая памятная монета «Ардзинба В. Г.»
- 2017 г. Памятная монета «Абхазский государственный университет-85»

Медаль:
- 2012 г., За заслуги
- 2014 г.,Медаль «Ветеран военных действий в Афганистане», 1979—1989, ОКСВА
- 2017 г., медаль В. И. Вернадского за разработку методологии оценки и экспертизу ущерба культурному наследию
- 2019 г., Медаль «30 лет вывода советских войск из Афганистана», Афганистан, 1979—1989
- 2020 г., Золотая памятная настольная медаль «Право есть искусство добра и справедливости» к 100-летию Арбитражного решения ХXVIII президента США Томаса Вудро ВИЛЬСОНА под названием «Решение Президента Соединённых Штатов Америки о границе между Турцией и Арменией, выходе Армении к морю и демилитаризации турецкой территории, прилегающей к армянской границе»
- 2020 г., Нагрудной знак «Гвардейская Звезда» за огромный личный вклад во всех сферах общественно-политической жизни, как выдающего общественного деятеля; за фундаментальные разработки, особенно в области экономики, в благодарность от Международной общественной организации "Военно-патриотический блок "Гвардейская Звезда
- 2021 г., Награда Медальон со своим изображением от Папа Римского Франциска в знак особого отличия в защите интересов церкви, за разработанные и изложенные в Теоретико-методологических трудах основы квалиметрической оценки всемирного христианского наследия народов мира, повреждений и утраты наследия
- 2021 г., Медаль Российской Академии Художеств «За заслуги» (учреждена 260 лет назад Петром I, в своё время были награждены И. Айвазовский, К. Брюллов, И. Репин и И. Шишкин)
- 2021 г., Орден Союза армян России «За заслуги» II степени в знак признания общественных заслуг и множества инициатив — общественно значимых для армянской диаспоры и важных с точки зрения сохранения национальной идентичности армян
- 2021 г., Почетный знак, Орден «За вклад в развитие общества», награда высшего отличия за усердие в работе на благо науки, экономики, культуры и образования, представлен «Фондом поддержки имени В. Н. Татищева» по решению Президиума РАЕН

Лауреат:
- 2012—2013 гг., номинант Премии памяти митрополита Московского и Коломенского Макария (фонд Булгакова) выдающегося иерарха Русской Православной Церкви, историка, богослова, автора многотомной Истории Русской Церкви в номинации История православных стран и народов — история страны, духовно-культурные традиции, опыт исследования памятников христианской агиологии, связи с другими православными церквями, деятели церкви, учреждённая Московским Патриархатом РПЦ, Правительством Москвы, Российской Академии наук (РАН)
- 2017 г., лауреат международной экологической премии «Ekoword»
- 2016 г., Международная Премия общественного признания вклада в развитие оценочной деятельности «КОМЕТА-2015» им. А. Ю. Ткачука в номинации «Солнечный ветер»: за достижения в создании профессиональной литературы в области оценки
- 2016 г., Лауреат Российской академии естественных наук за книгу «Судебная экспертиза»

Номинант:
- Нобелевская премия по экономике и премия мира

Иное:
- 2017 г. Именные наручные часы «Абхазский государственный университет»